# Kultura w Bydgoszczy

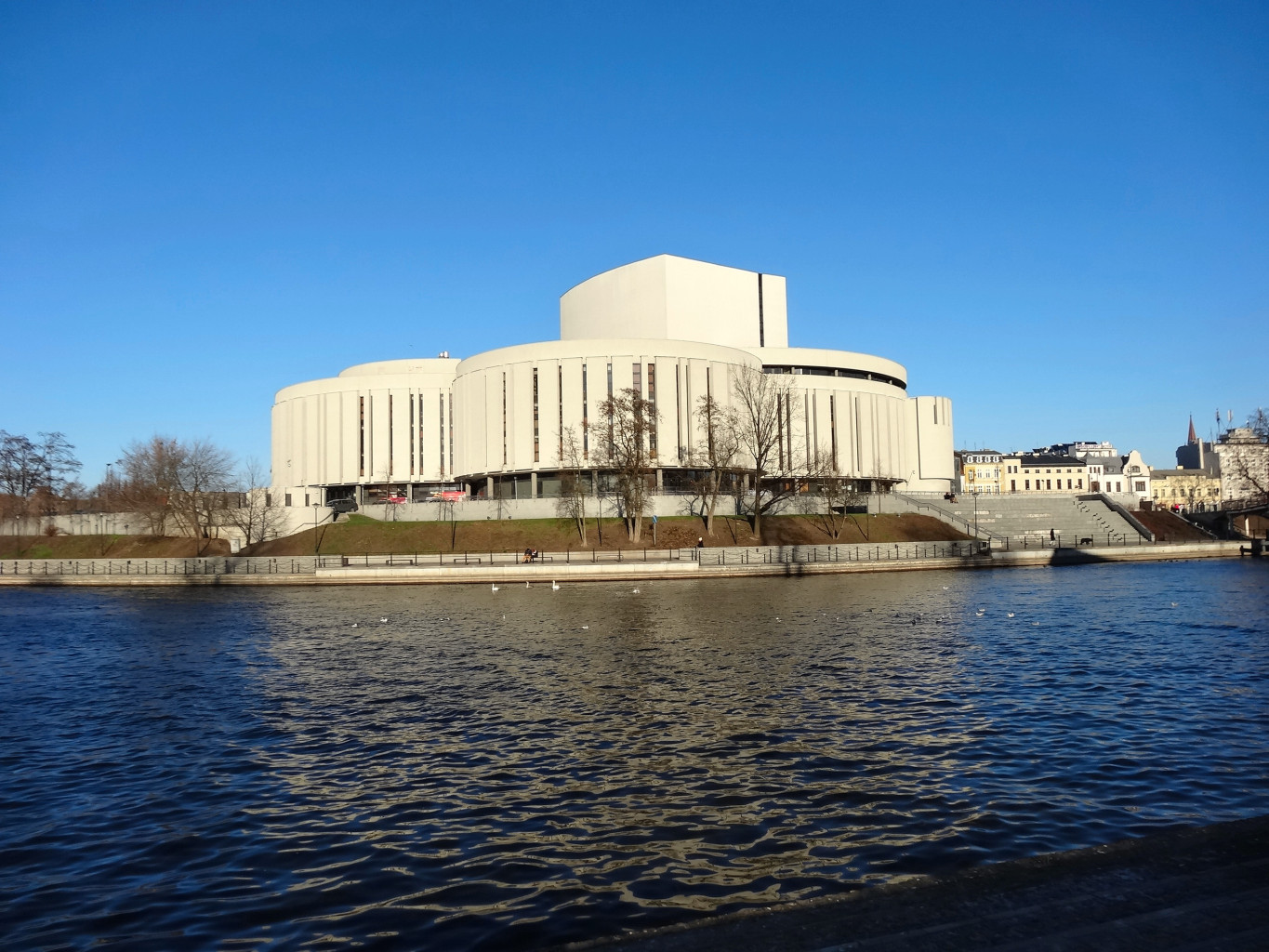
Opera Nova (zbud. 2006)

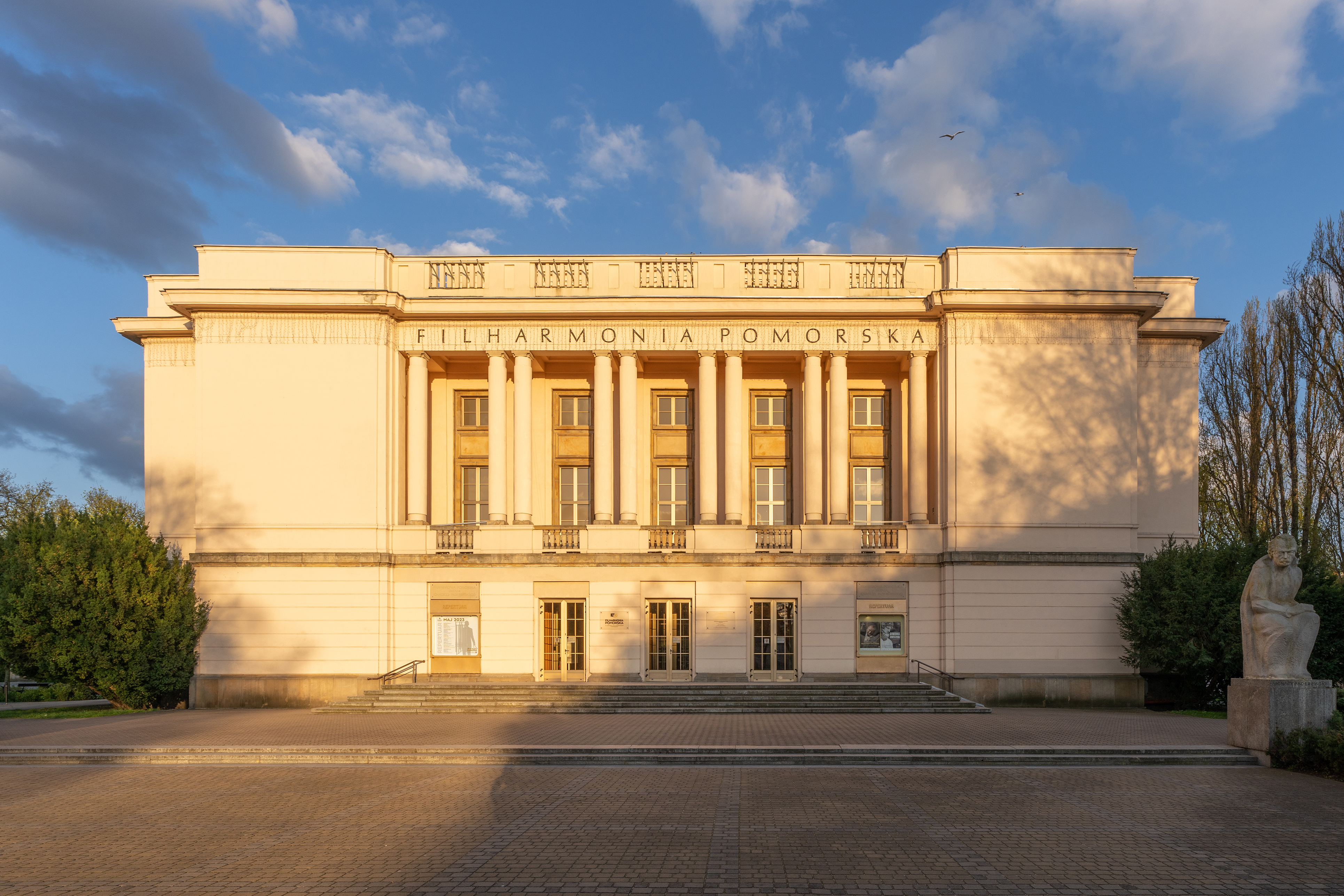
Filharmonia Pomorska im. Ignacego Jana Paderewskiego (zbud. 1958)

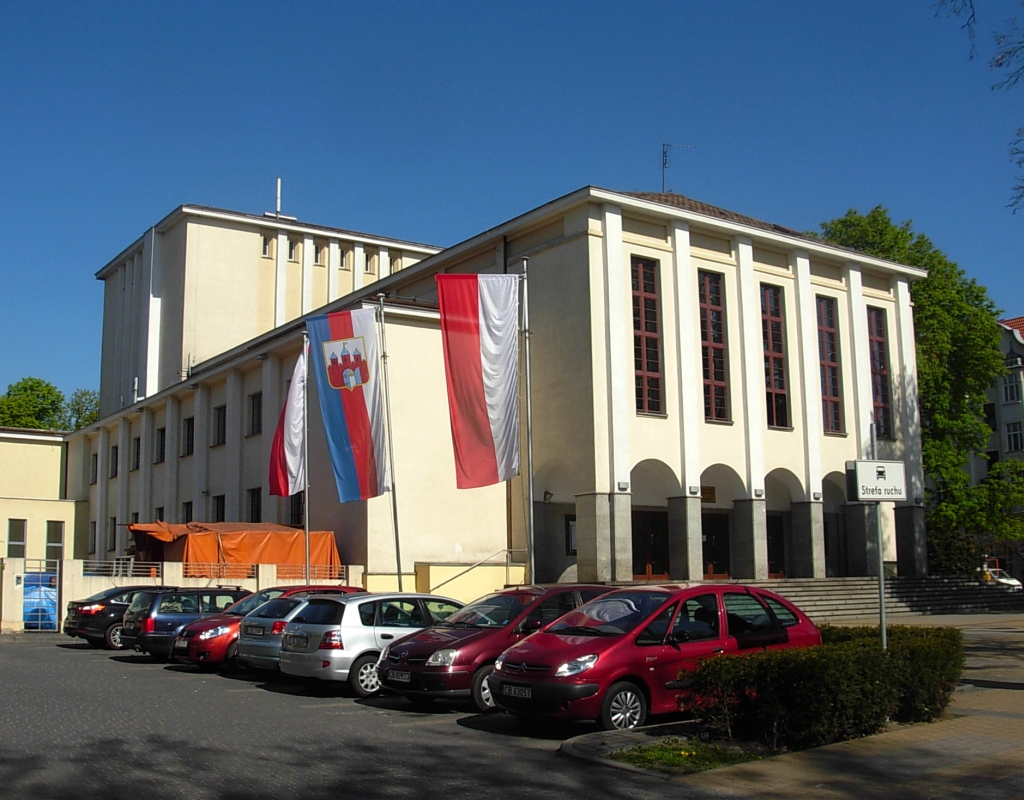
Teatr Polski im. Hieronima Konieczki (zbud. 1948)

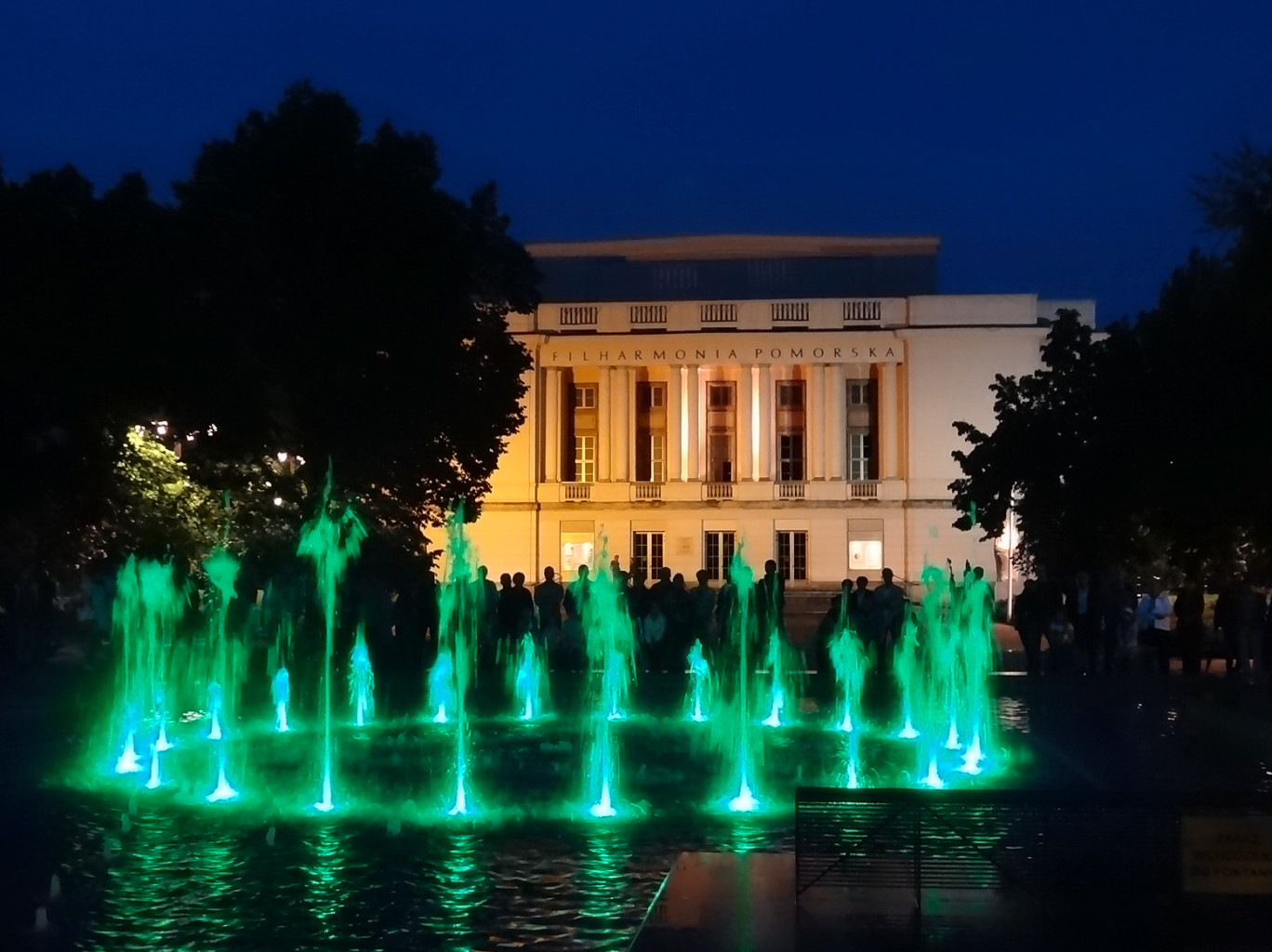
Bydgoska Fontanna Multimedialna przed Filharmonią Pomorską

Bydgoszcz jest jednym z większych ośrodków kulturalnych Polski północnej. Działa tu kilka dużych placówek kulturalnych m.in. Opera Nova, Filharmonia Pomorska, Teatr Polski, kina, galerie sztuki oraz kilkanaście muzeów.
Bydgoszcz wyróżnia się w kraju pod względem rozwoju kultury muzycznej. Z uwagi na bliską lokalizację szkół i placówek muzycznych, fragment Śródmieścia nazywany jest dzielnicą muzyczną. Owocem wysokiego poziomu tej dziedziny kultury są liczne festiwale, czy też laureaci prestiżowych konkursów muzycznych. Absolwent bydgoskiej Akademii Muzycznej Rafał Blechacz został zwycięzcą XV Międzynarodowego Konkursu Pianistycznego im. Fryderyka Chopina w 2005 r.
W Bydgoszczy odbywa się co roku kilkadziesiąt festiwali i przeglądów kulturalnych o zasięgu ogólnopolskim, bądź międzynarodowym. Przykładami są m.in. Camerimage, Międzynarodowy Konkurs Pianistyczny im. Ignacego Jana Paderewskiego, Bydgoski Festiwal Operowy, czy też Festiwal Prapremier. Od 1966 r. organizowany jest międzynarodowy kongres Musica Antiqua Europae Orientalis, który wniósł duży wkład w odkrywanie wspólnych muzycznych korzeni Europy.
W latach 2008–2010 Bydgoszcz kandydowała do zdobycia tytułu Europejskiej Stolicy Kultury w 2016 roku. W 2011 r. podpisano Bydgoski Pakt dla Kultury, który stanowił pierwszą w Polsce umowę społeczną, zapewniającą kulturze kluczowe miejsce w polityce miasta. W dokumencie podkreślono, że to kultura buduje poczucie wspólnoty, tożsamości mieszkańców, decyduje o jakości życia, jest niezbędnym czynnikiem rozwoju, kreatywności, przedsiębiorczości, a także aktywności obywatelskiej. Kultura jest głównym czynnikiem rozwoju miasta.

## Kultura bydgoska w statystyce
W 2010 r. w Bydgoszczy znajdowało się 35 bibliotek i filii, które posiadały księgozbiór w liczbie ponad 1 mln woluminów. Z oferty bibliotek korzystało ponad 50 tys. osób. W mieście znajdowały się 3 kina z 24 salami, w których wyświetlono ponad 41 tys. seansów, zaś liczba widzów sięgała 850 tys. osób (połowa widowni w województwie kujawsko-pomorskim). W Bydgoszczy znajdowało się 15 muzeów i izb pamięci, z czego 5 jednostek podlegało instytucjom samorządowym. Muzea te zwiedziło w 2010 r. 59 tys. osób. W mieście funkcjonowało także kilkanaście galerii sztuki, w tym Galeria Miejska bwa prowadzona przez samorząd miasta.
Spośród kluczowych bydgoskich instytucji kultury w 2010 roku, Filharmonia Pomorska wystawiła 360 koncertów we własnej sali, których wysłuchało 79 tys. osób, Opera Nova – 109 widowisk z liczbą widzów 71 tys., zaś Teatr Polski – 201 przedstawień z liczbą 26 tys. widzów. Około 90 tys. osób uczestniczyło w 419 imprezach kulturalnych zorganizowanych przez Miejski Ośrodek Kultury, zaś 25 tys. osób w 53 wystawach i innych przedsięwzięciach zorganizowanych przez Galerię Miejska bwa.
W zakresie bazy materialnej placówek kultury wysokiej (opera, filharmonia, teatr) w 2008 r. w Bydgoszczy znajdowało się ponad 2 tys. miejsc na widowniach, co stanowiło ok. 60% bazy wojewódzkiej. Na podobnym poziomie kształtowała się rzeczywista liczba widzów. Połowę łącznego potencjału kulturalnego województwa w tym zakresie stanowiły dwie bydgoskie instytucje muzyczne: Opera Nova i Filharmonia Pomorska, które grupowały 45% ogólnej liczby przedstawień oraz 54% widzów. Na uwagę zasługę także aktywność artystyczna zespołów w.w. instytucji, które wystawiają corocznie kilkadziesiąt przedstawień za granicą.
W 2007 r. w Bydgoszczy znajdowało się 15 domów kultury, które zorganizowały 1605 imprez z liczbą 178 tys. uczestników. W mieście działało także 365 klubów (7 tys. członków) oraz 227 zespołów artystycznych. W zakresie działalności wydawniczej, w 2008 r. wydano w Bydgoszczy 349 tytułów książek i broszur w nakładzie 617 tys. egzemplarzy (9. miejsce w kraju). Połowa wydanych pozycji dotyczyła tematyki ogólnej i popularnej, zaś jedna trzecia – publikacji naukowych. W tym samym roku wydano 97 tytułów gazet i czasopism w nakładzie 58 tys. egzemplarzy (7. miejsce w kraju).
Rocznie bydgoskie instytucje są organizatorami około 1500 imprez artystycznych: wystaw, koncertów, spektakli, w których uczestniczy około 400 tys. osób.

### Instytucje kulturalne w liczbach
Informacje z 2008 roku:
- 90 – organizacje i stowarzyszenia kulturalne
- 36 – placówki biblioteczne
- 34 – kluby muzyczne
- 18 – galerie sztuki
- 18 – redakcje prasowe
- 15 – muzea
- 6 – stacje radiowe
- 6 – kina
- 1 – ośrodek regionalny TVP
- 1 – teatr dramatyczny
- 1 – filharmonia
- 1 – opera

## Tradycje kultury bydgoskiej
Tradycje kultury bydgoskiej sięgają okresu średniowiecza-renesansu. Staropolska kultura Bydgoszczy – miasta od swego zarania leżącego w granicach Królestwa Polskiego, silnie spolonizowanego – z końcem XVIII wieku weszła w dziedzinę polityki germanizacyjnej. W II połowie XIX wieku rozwinęły się zawodowe instytucje kultury, rozwijane przez władze pruskie, którym przeciwstawiały się rosnące w siłę kulturalne przedsięwzięcia polskie. W 1822 r. powstał pierwszy zawodowy teatr w Bydgoszczy, który w 1896 r. otrzymał okazałą siedzibę, w 1880 r. udostępniono pierwsze zbiory muzealne, W 1884 założono Bibliotekę Ludową, a w 1903 r. – Bibliotekę Miejską, w 1904 r. powstało Bydgoskie Konserwatorium Muzyczne, w 1913 r. ośrodek kształcenia artystycznego, a w 1909 r. – pierwsze kino. Ośrodkiem polskiego życia kulturalnego był założony w 1907 r. Dom Polski, zniszczony w 1919 r. przez niemiecki Grenzschutz Ost.
Po włączeniu Bydgoszczy w 1920 r. w granice odrodzonego państwa polskiego, rozpoczęto intensywną repolonizację miasta, w której uczestniczyły znane postacie polskiego życia kulturalnego (Władysław Kościelski, Adam Grzymała-Siedlecki, Józef Weyssenhoff, Antoni Chołoniewski, Stanisław Przybyszewski i inni). Działania te doprowadziły do wytworzenia w latach 30. XX w. nowej polskiej elity kulturalnej w Bydgoszczy, rekrutującej się z miejscowego środowiska. Po dramatycznym epizodzie II wojny światowej, trwał nadal proces rozwoju kulturalnego głównie pod względem instytucjonalnym. W latach 50. i 60. położono podwaliny pod ustalenie rangi Bydgoszczy jako uznanego ośrodka muzycznego, zaś po 1990 r. nastąpił szybki rozwój instytucji samorządowych oraz prywatnych, zajmujących się promocją oraz upowszechnianiem kultury.

## Charakterystyka
Bydgoszcz jest najważniejszym obok Torunia ośrodkiem kulturalnym w województwie kujawsko-pomorskim. Znajdują się tu kluczowe w wojewódzkie instytucje kultury, zwłaszcza związane z muzyką: Opera Nova, Filharmonia Pomorska im. Ignacego Jana Paderewskiego oraz Akademia Muzyczna im. Feliksa Nowowiejskiego. Ważny wkład w rozwój kultury regionu ma także Teatr Polski im. Hieronima Konieczki i pozostałe jednostki kultury. Do największych placówek muzealnych należy Muzeum Okręgowe im. Leona Wyczółkowskiego. Funkcjonuje ponadto m.in. Muzeum Wojsk Lądowych oraz Exploseum na bazie reliktów DAG Fabrik Bromberg.
W 2011 r. w Bydgoszczy funkcjonowało osiem instytucji kultury, których organizatorem była Rada Miasta lub Sejmik Samorządowy Województwa Kujawsko-Pomorskiego. Z budżetu Miasta finansowana była działalność:
- Teatru Polskiego im. Hieronima Konieczki (zatrudnienie 72 osoby),
- Muzeum Okręgowego im. L. Wyczółkowskiego (64 os.),
- Miejskiego Ośrodka Kultury (41 os.),
- Galerii Miejskiej bwa (18 os.)

Natomiast Samorząd Województwa finansował działalność:
- Opery Nova,
- Filharmonii Pomorskiej im. I.J. Paderewskiego,
- Kujawsko-Pomorskie Centrum Kultury w Bydgoszczy,
- Wojewódzkiej i Miejskiej Biblioteki Publicznej (167 os.) – finansowanej po połowie ze środków samorządu województwa oraz miasta Bydgoszczy.

Na szczególną uwagę na mapie kulturalnej miasta zasługują instytucje muzyczne, tj.: zasłużona dla edukacji muzycznej wielu pokoleń bydgoszczan Filharmonia Pomorska im. Ignacego Jana Paderewskiego oraz Opera Nova. Obie instytucje dysponują okazałymi, reprezentacyjnymi budynkami. Sala koncertowa Filharmonii Pomorskiej wyróżnia się akustyką w skali europejskiej, jest miejscem organizacji koncertów artystów krajowych i zagranicznych. Opera Nova upowszechnia kulturę muzyczno-teatralno-baletową, poprzez organizację przedstawień operowych, baletowych, musicalowych, koncertów oraz innych form muzycznych i scenicznych. Oferta muzyczna jest dodatkowo wzbogacona obecnością Akademii Muzycznej, oraz Państwowego Zespołu Szkół Muzycznych im. A. Rubinsteina. Szczególnym walorem funkcjonalnym i przestrzennym jest wzajemna, bliska lokalizacja Teatru Polskiego, Filharmonii, Akademii, Szkoły, a także Rozgłośni Radiowej, które razem tworzą tzw. dzielnicę muzyczną miasta.
Ofertę kulturalną uzupełniają placówki wychowania pozaszkolnego, domy i ośrodki kultury, osiedlowe domy kultury i kluby kultury, oraz prywatne galerie i kluby muzyczne. W Bydgoszczy działa 7 placówek wychowania pozaszkolnego, w tym Pałac Młodzieży, Centrum Kultury Katolickiej „Wiatrak” oraz pięć młodzieżowych domów kultury. Na poziomie osiedli funkcjonują domy i kluby kultury prowadzone przez spółdzielnie mieszkaniowe. W stałych zajęciach oferowanych przez placówki wychowania pozaszkolnego uczestniczy rocznie ponad 11 tysięcy dzieci i młodzieży.
Po 1990 r. powstało szereg prywatnych instytucji i agencji zajmujących się promocją oraz upowszechnianiem kultury, organizacją przedsięwzięć, często o znacznej wartości artystycznej. Do najbardziej znanych można zaliczyć klub „Mózg”, „Eljazz”, czy „Kuźnia”.

## Placówki kulturalne

### Główne placówki samorządowe
| Nazwa adres                                                                   | Rok zał.    | Uwagi | Zdjęcie |
| Opera Nova Focha 5                                                            | 1956        | Jedna z dziesięciu scen operowych w Polsce oraz jedyny teatr muzyczny na terenie województwa kujawsko-pomorskiego. Powstała z inicjatywy Bydgoskiego Towarzystwa Muzycznego. Mieści się w zbudowanym w latach 1974-2006 gmachu w kształcie trójlistnej koniczyny, położonym w staromiejskim zakolu rzeki Brdy. Jeden z kręgów opery zajmuje Regionalne Centrum Kongresowe. Opera Nova jest jedną z głównych instytucji artystycznych regionu. Proponuje bogaty repertuar obejmujący dzieła operowe, baletowe, operetki, musicale oraz koncerty. Odbywa się tu także szereg festiwali, zarówno Bydgoski Festiwal Operowy, jak również inne związane z muzyką i filmem (Camerimage). W bydgoskiej Operze zaczynały wielką karierę uznane dziś primadonny, np. Barbara Zagórzanka, Bożena Betley i inne, jak też śpiewacy: Józef Stępień, Florian Skulski i inni. Gościli tu najwięksi artyści operowi krajowi i zagraniczni, np. Antonina Kawecka, Teresa Żylis-Gara, Wiesław Ochman oraz występują regularnie zespoły z najznamienitszych scen operowych świata. |         |
| Filharmonia Pomorska im. Ignacego Jana Paderewskiego Szwalbego 6              | 1953        | Najstarsza instytucja muzyczna regionu, zaliczana do wizytówek kulturalnych Bydgoszczy. Powstała z przekształcenia Pomorskiej Orkiestry Symfonicznej (1946). Okazały budynek filharmonii położony w bydgoskiej dzielnicy muzycznej ukończono w 1958 r. Sala koncertowa (920 osób) z uwagi na fenomen akustyki, cieszy się dużym zainteresowaniem sławnych artystów. Na bydgoskiej estradzie występowało wiele światowych sław, m.in. Artur Rubinstein, Benjamin Britten, Witold Małcużyński, Luciano Pavarotti, Shlomo Mintz, Mischa Maisky, Kevin Kenner, Kurt Masur, Kazimierz Kord, Jerzy Maksymiuk, Antoni Wit i wielu innych, a także znane w świecie orkiestry symfoniczne i zespoły muzyczne. Realizowana działalność artystyczna to koncerty symfoniczne, kameralne oraz recitale najwybitniejszych wirtuozów z całego świata. Filharmonia Pomorska jest organizatorem wielu festiwali, w tym znanego w świecie Musica Antiqua Europae Orientalis oraz Bydgoskiego Festiwalu Muzycznego. Budynek filharmonii otacza galeria pomników wybitnych kompozytorów i wirtuozów, a wnętrza ozdabia kolekcja gobelinów, fortepianów i popiersi znanych artystów scen muzycznych. |         |
| Teatr Polski im. Hieronima Konieczki al. Mickiewicza 2                        | 1948 (1820) | Profesjonalna scena teatralna w Bydgoszczy oferująca zróżnicowany repertuar i niestroniąca od wyzwań współczesnej dramaturgii. Placówka jest kontynuatorem tradycji bydgoskiego Teatru Miejskiego, którego tradycje sięgają 1820 r., zaś początki amatorskiej działalności teatralnej w Bydgoszczy – I połowy XVII wieku. Teatr Polski zajmuje ukończony w 1949 r. budynek położony w dzielnicy muzycznej, w zastępstwie zniszczonego w 1945 r. reprezentacyjnego budynku na Placu Teatralnym. W teatrze realizowane są projekty skupione wokół przewodnich idei, na które składa się także szereg imprez towarzyszących. W ramach swojej działalności zespół Teatru Polskiego (72 osoby) realizuje rocznie kilkaset spektakli. Sztandarową imprezą jest niemający swojego odpowiednika w Polsce Festiwal Prapremier. |         |
| Kujawsko-Pomorskie Centrum Kultury w Bydgoszczy Plac Kościeleckich 6          | 1955        | Placówka upowszechniania kultury, która swoją działalnością obejmuje obszar województwa kujawsko-pomorskiego. W latach 1963–1990 spełniała rolę inspiratora i koordynatora placówek kulturalno-oświatowych ówczesnego województwa bydgoskiego. Ośrodek realizuje projekty o znaczeniu regionalnym, ogólnopolskim i międzynarodowym – festiwale, przeglądy, konkursy, wystawy, koncerty, konferencje naukowe, warsztaty, imprezy plenerowe. Podejmuje także działania z zakresu animacji kulturalnej: wspiera amatorski ruch artystyczny, prowadzi działalność edukacyjną i instrukcyjno-metodyczną, współpracuje z placówkami kultury, środowiskami twórczymi, stowarzyszeniami kulturalnymi. Do znanych wydawnictw WOKiS należą m.in. „Materiały do dziejów kultury i sztuki Bydgoszczy i regionu”, „Kwartalnik Artystyczny – Kujawy i Pomorze” oraz „Infolinia Kulturalna Regionu”. Przy KPCK działa też Galeria Sztuki Ludowej i Nieprofesjonalnej. Nazwa placówki nawiązuje do historycznej funkcji zabytkowego budynku, w którym mieści się siedziba ośrodka. |         |
| Wojewódzka i Miejska Biblioteka Publiczna im. dr Witolda Bełzy Stary Rynek 24 | 1903        | Biblioteka posiada status naukowy. Gromadzi księgozbiór i opracowania z różnych dziedzin, głównie z zakresu nauk humanistycznych, bydgostiana, regionalia, rękopisy i materiały biograficzne oraz teatralia regionalne. W dziale Zbiorów Specjalnych znajdują się cenne starodruki, rękopisy, kartografia, płyty, książki mówione, nuty i dokumenty życia społecznego. Placówka posiada na terenie miasta 36 filii bibliotecznych, w tym Bibliotekę Główną w kompleksie zabytkowych budynków między Starym Rynkiem, a ul. Długą, 18 filii dla dorosłych, 11 filii dla dzieci i 6 filii ogólnych. Prowadzi także ekspozycję Bibliotheka Bernardina oraz Izbę Pamięci Adama Grzymały-Siedleckiego. WiMBP organizuje różnego rodzaju imprezy związane m.in. z rocznicami kulturalnymi i literackimi, wystawy, spotkania autorskie, lekcje i spotkania biblioteczne oraz liczne konkursy i imprezy skierowane do różnych grup wiekowych. Od 2008 roku w Bibliotece funkcjonuje system „Prolib”, umożliwiający informatyczne systematyzowanie zbiorów oraz wypożyczanie drogą elektroniczną. Zbiory biblioteczne w 2010 r. wynosiły ponad 1 mln woluminów, zaś wypożyczenia – 772 tys. |         |
| Muzeum Okręgowe im. Leona Wyczółkowskiego Gdańska 4                           | 1923 (1890) | Instytucja kultury o charakterze naukowo-badawczym i kulturalno-oświatowym. Początkowo Muzeum Miejskie, w 1975 r. przekształcone w Okręgowe obejmujące swym działaniem obszar województwa bydgoskiego. Zajmuje się ochroną i gromadzeniem dóbr kultury oraz prezentacją zbiorów i upowszechnianiem wartości historycznych. Muzeum prezentuje swoje zbiory w dziewięciu zabytkowych budynkach, położonych na terenie Starego Miasta Bydgoszczy i Wyspy Młyńskiej. Dodatkowo od 2011 r. prowadzi Exploseum urządzone w zachowanych obiektach hitlerowskiej fabryki amunicji DAG Fabrik Bromberg. W gestii Muzeum znajdują się takie wystawy stałe jak m.in.: Galeria Sztuki Nowoczesnej w Czerwonym Spichrzu, pamiątki bydgoskie w spichrzach nad Brdą, wystawa archeologii w Białym Spichrzu, Europejskie Centrum Pieniądza, Dom Wyczółkowskiego na Wyspie Młyńskiej. Muzeum Okręgowe organizuje blisko 50 wystaw stałych i czasowych, które zwiedza około 60 tys. osób rocznie. Sztandarową imprezą jest Noc Muzeów organizowana dwa razy do roku (maj, wrzesień). |         |
| Galeria Miejska bwa Gdańska 20                                                | 1949        | Placówka wywodzi się z otwartego w Bydgoszczy w 1949 r. jednego z czterech oddziałów Centralnego Biura Wystaw Artystycznych w Warszawie. Od początku była miejscem zbiorowych i indywidualnych wystaw, zwłaszcza miejscowego środowiska artystów-plastyków (m.in. Michał Kubiak, Teofil Ociepka) oraz znanych artystów polskich i zagranicznych (m.in. Pablo Picasso, Magdalena Abakanowicz, Władysław Hasior). Galeria bwa prowadzi działalność wystawienniczą, promocyjną i popularyzatorską oraz szeroko pojętą edukację kulturalną. Głównym przedmiotem działalności jest prowadzenie galerii sztuki, w której prezentowane jest spektrum gatunków malarstwa, rzeźby, grafiki oraz sztuk wizualnych i performance. Pod patronatem bwa funkcjonują także: Galeria „Kantorek” i Galeria „Brda”. Placówka organizuje rocznie blisko 60 wystaw i wydarzeń kulturalnych, które zwiedza około 30 tys. osób. Jest współorganizatorem bydgoskiej Nocy Muzeów (maj) oraz Nocy z Performance (czerwiec) |         |
| Miejskie Centrum Kultury (dawniej Miejski Ośrodek Kultury) Batorego 6         | 1988        | Instytucja zajmuje się organizowaniem i prowadzeniem wielokierunkowej działalności kulturalnej na rzecz mieszkańców Bydgoszczy oraz promocją bydgoskich osiągnięć w zakresie kultury i sztuki. Imprezy realizowane pod patronatem MOK-u odbywają się zależnie od charakteru, w Kawiarni Artystycznej „Węgliszek” (od 1993), muszli koncertowej w Parku im. W. Witosa lub w obiektach Zespołu Parkowo-Pałacowego w Ostromecku (od 2000). W 2010 r. otwarto nową przestrzeń artystyczną „Cafe Pianola”, a w 2011 r. – nową siedzibę w danym kinie „Orzeł” w Śródmieściu Bydgoszczy, do której przeniesiono się w roku 2012. MOK spełnia coraz ważniejszą rolę jako koordynator imprez kulturalnych odbywających się w Bydgoszczy. Jest organizatorem wielu festiwali kulturalnych (m.in. Harmonica Bridge, Międzynarodowy Festiwal Książki – Bydgoski Trójkąt Literacki, Bydgoskie Drums Fuzje, Camera Obscura, Bydgoszcz Jazz Festival, Muszla Fest). W miesiącach letnich placówka jest organizatorem Bydgoskiego Lata Artystycznego – cyklu kilkudziesięciu plenerowych imprez kulturalnych na Starym Rynku. Instytucja jest wydawcą Bydgoskiego Informatora Kulturalnego, inicjatorem m.in. Bydgoskiej Kroniki Filmowej, Internetowego Radia Kultura. MOK organizuje rocznie ponad 400 wydarzeń kulturalnych, w których bierze udział ok. 100 tys. osób. |         |

### Domy kultury

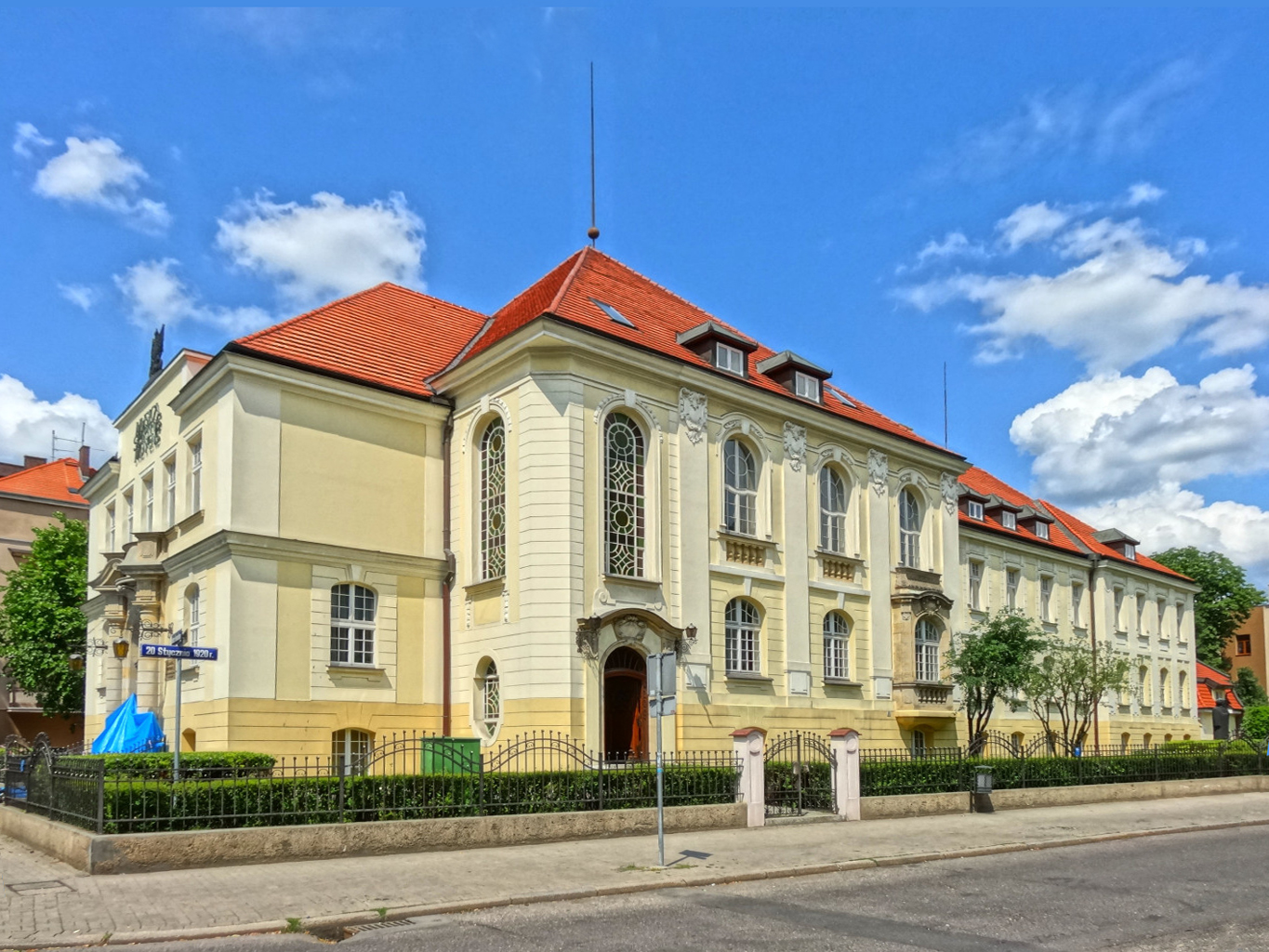
Siedziba Akademii Muzycznej

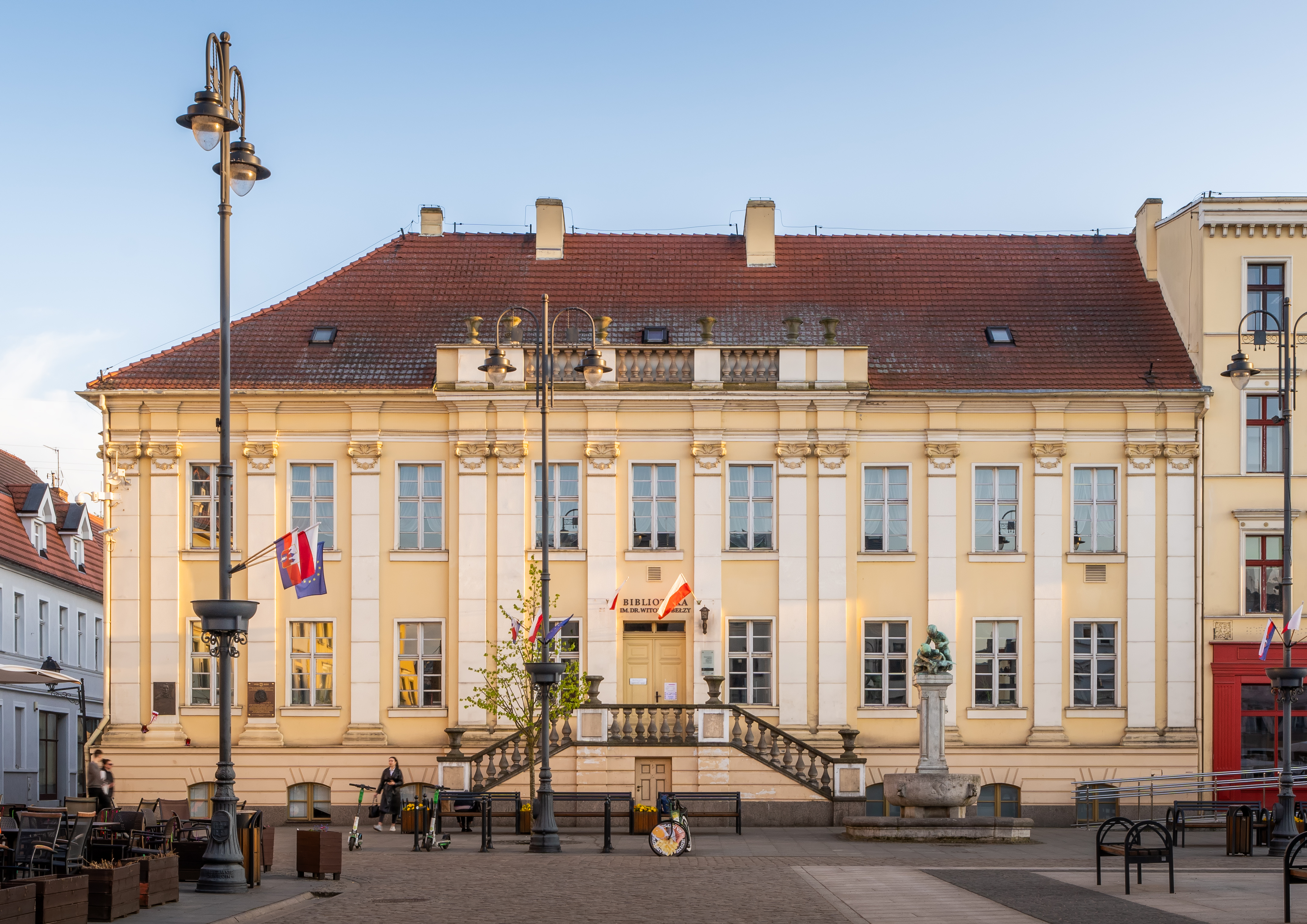
Wojewódzka i Miejska Biblioteka Publiczna

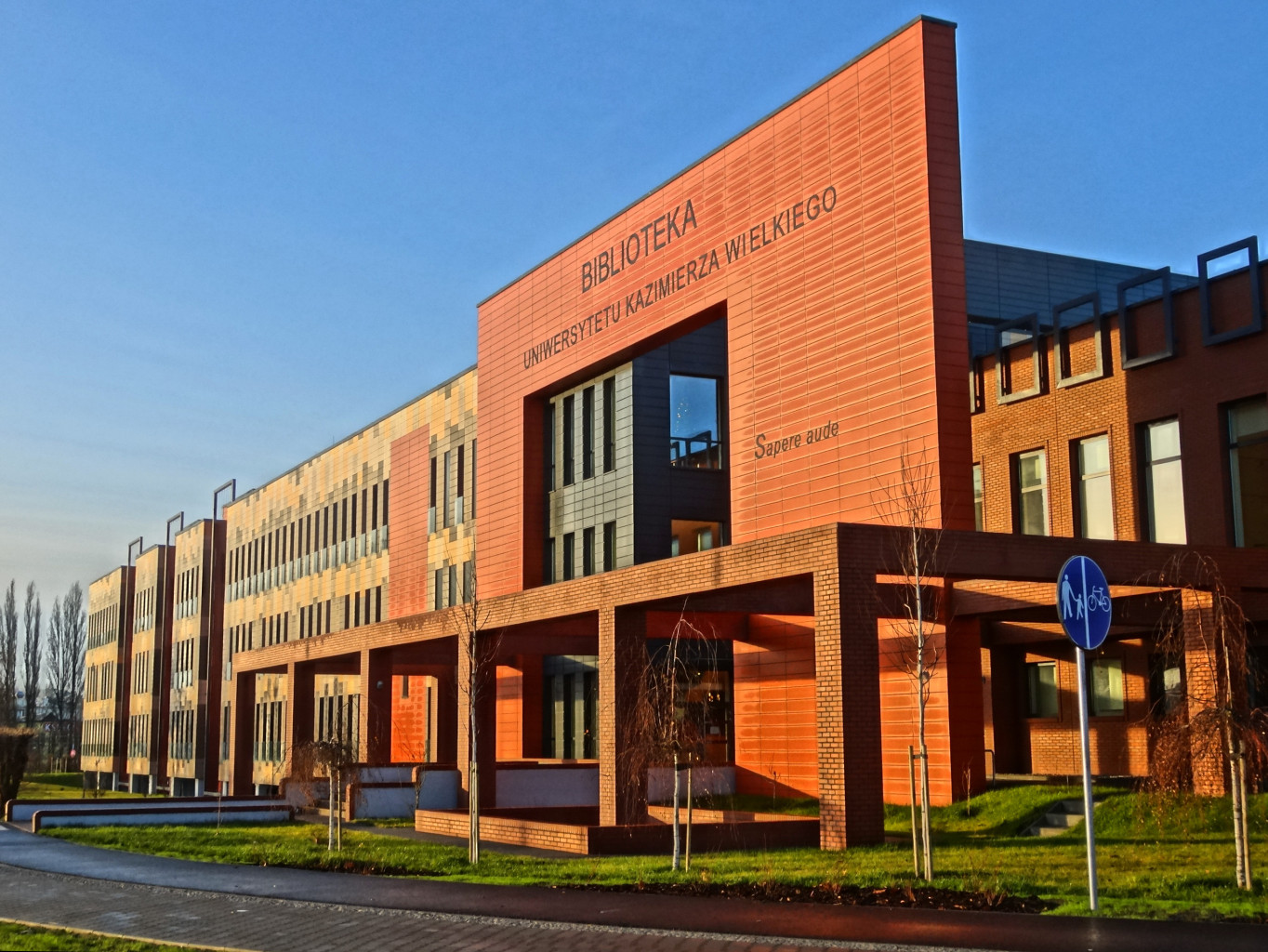
Biblioteka Uniwersytetu Kazimierza Wielkiego

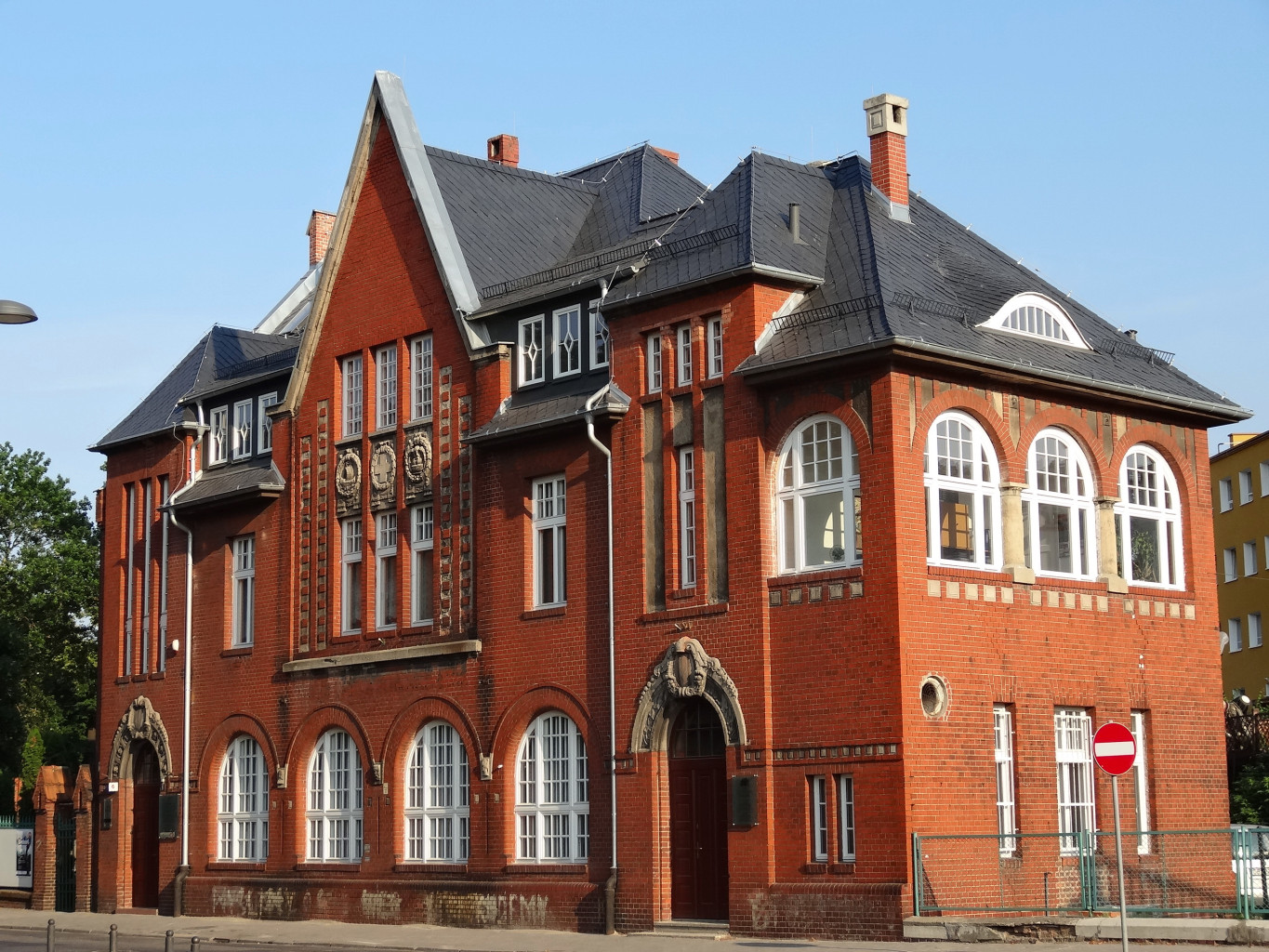
Wojewódzki Ośrodek Kultury i Sztuki „Stara Ochronka”

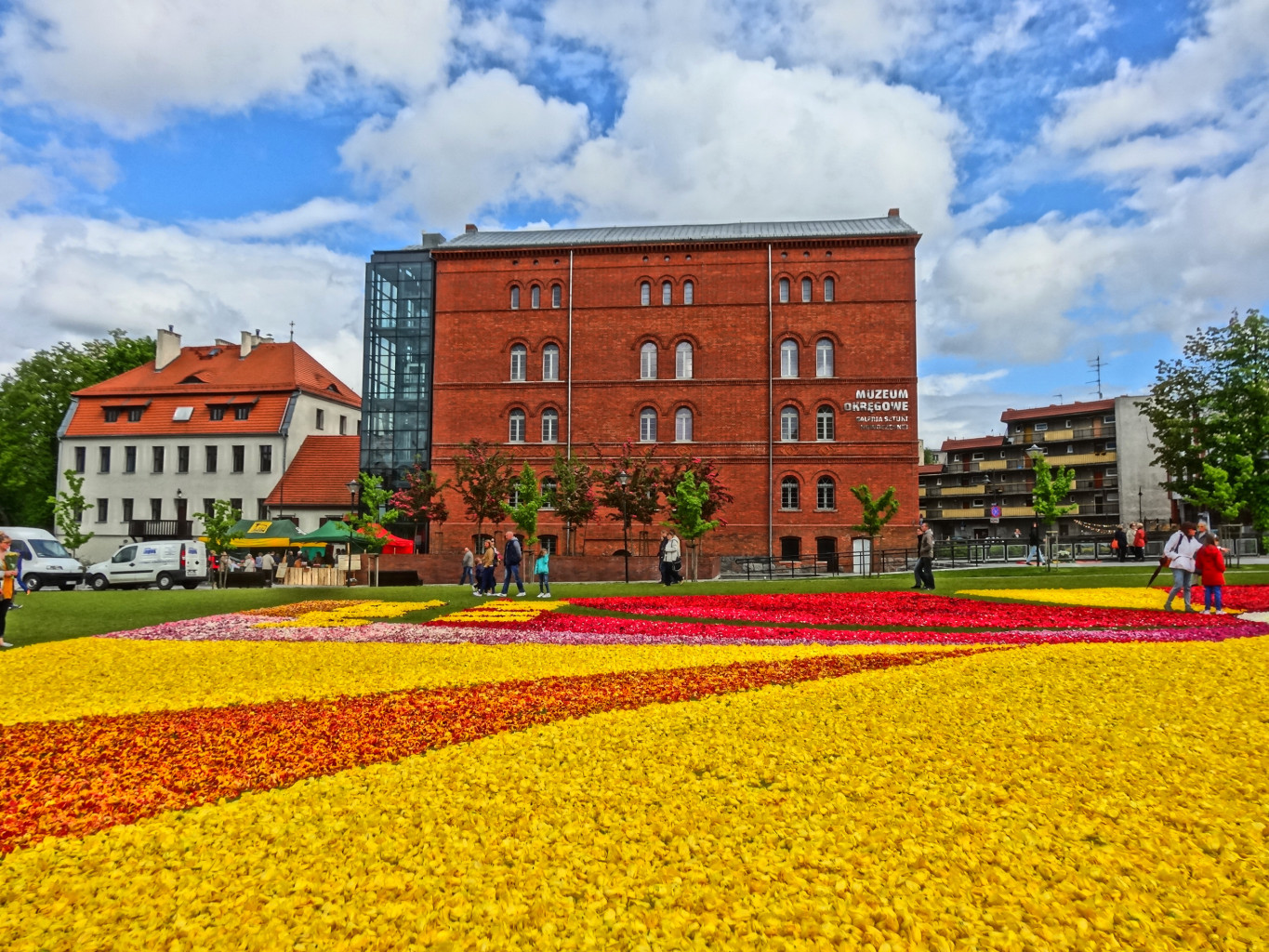
Czerwony Spichlerz – Galeria Sztuki Nowoczesnej w Bydgoszczy

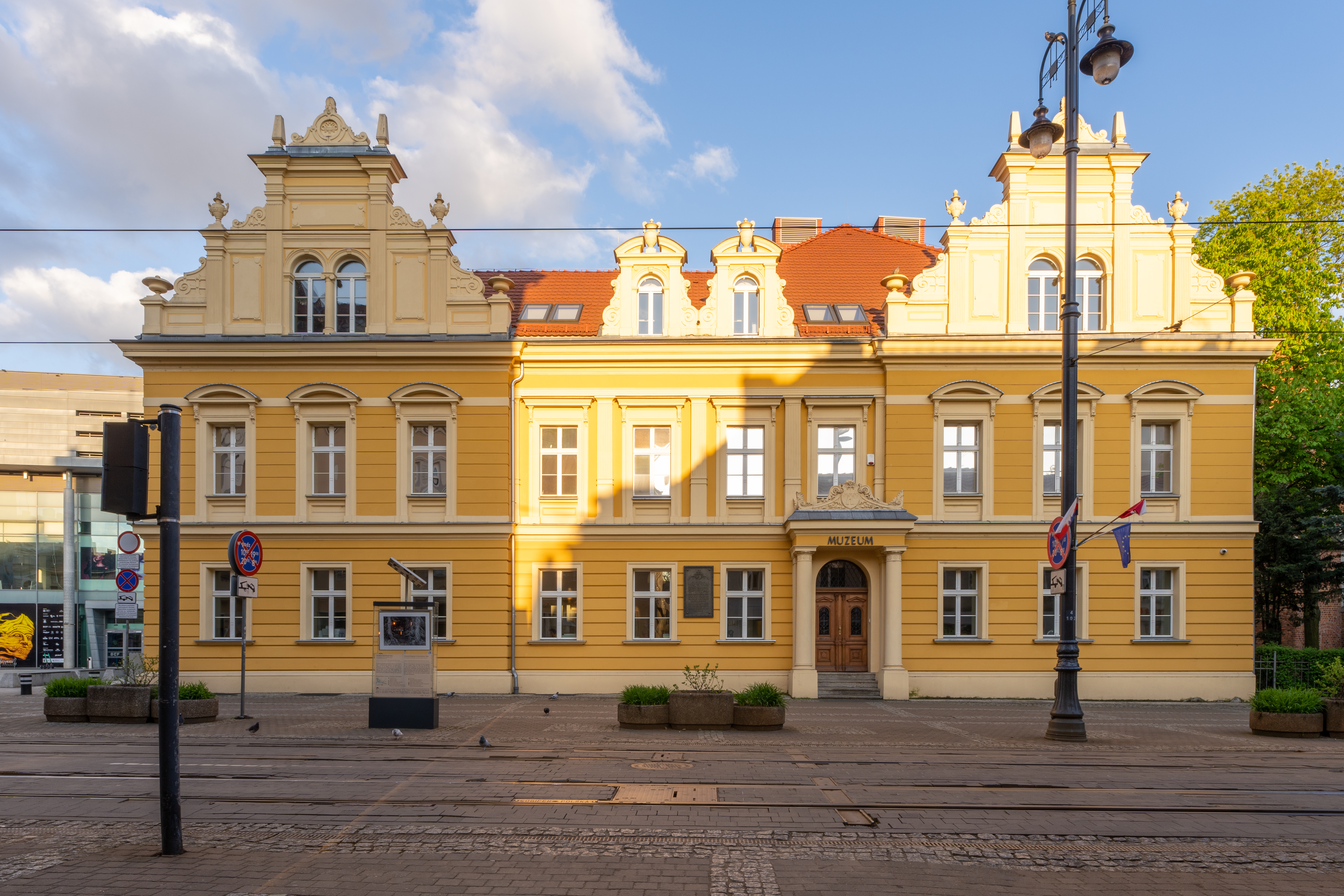
Siedziba Muzeum Okręgowego im. Leona Wyczółkowskiego

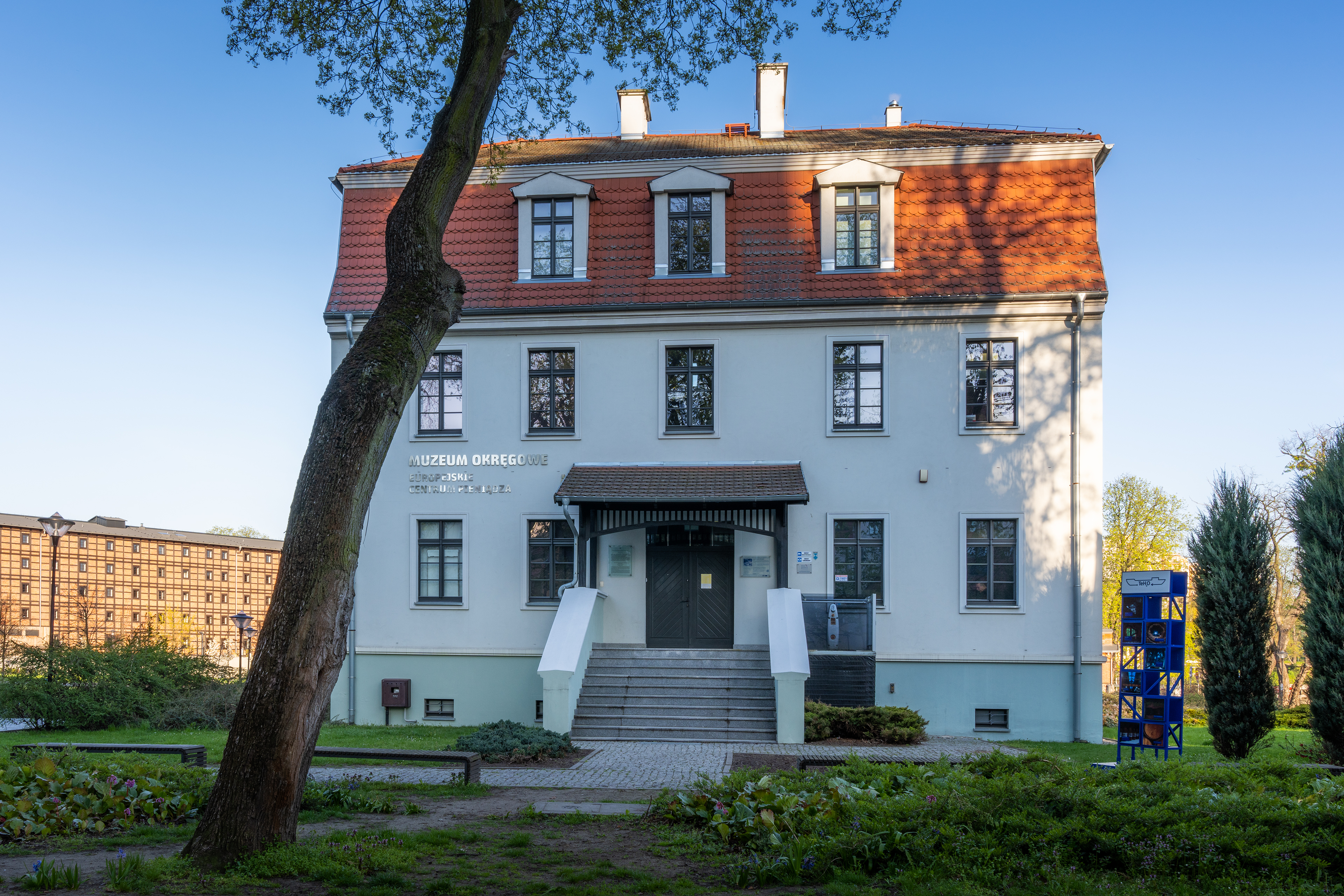
Europejskie Centrum Pieniądza

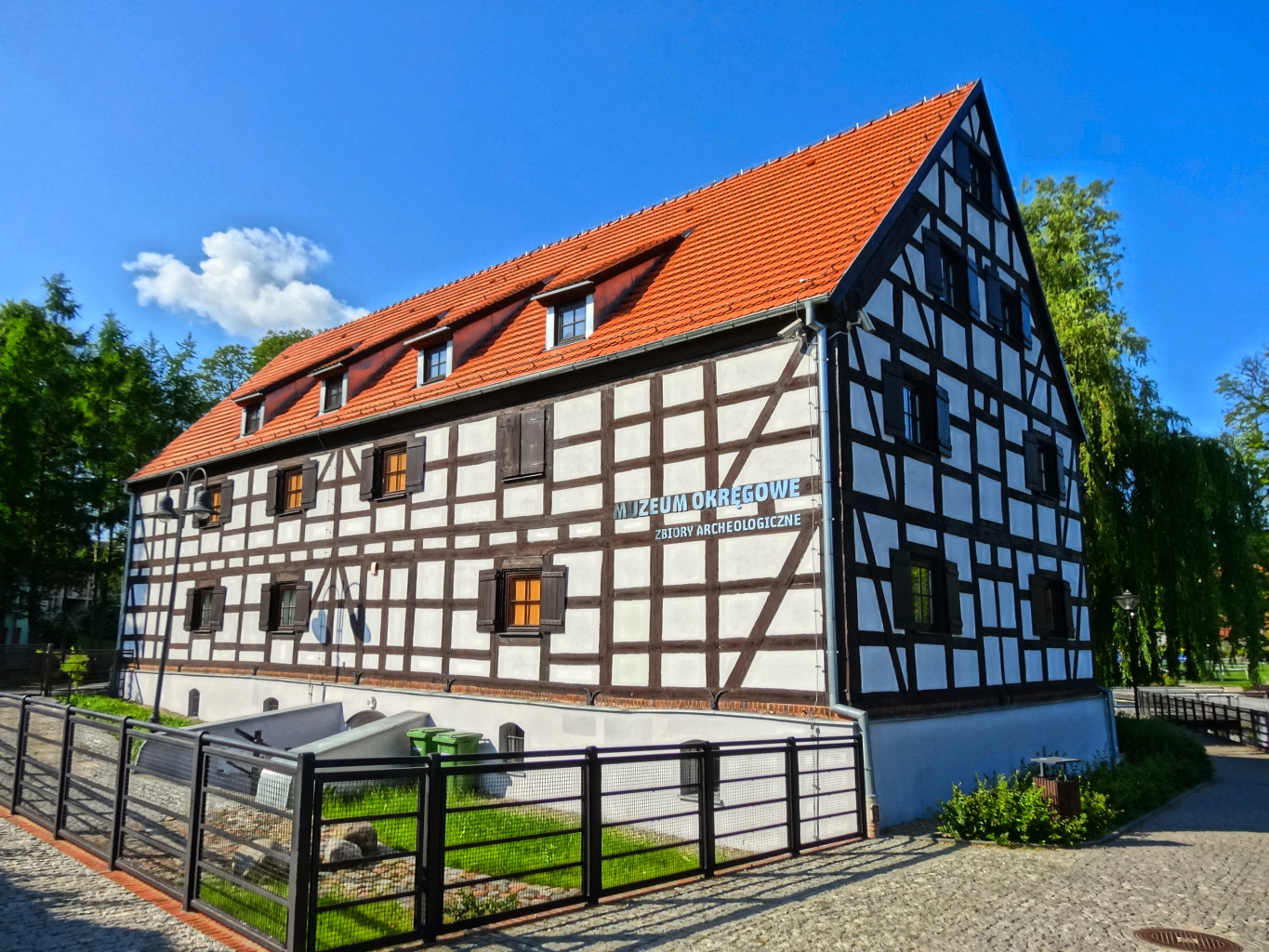
Biały Spichlerz użytkowany przez Muzeum Okręgowe

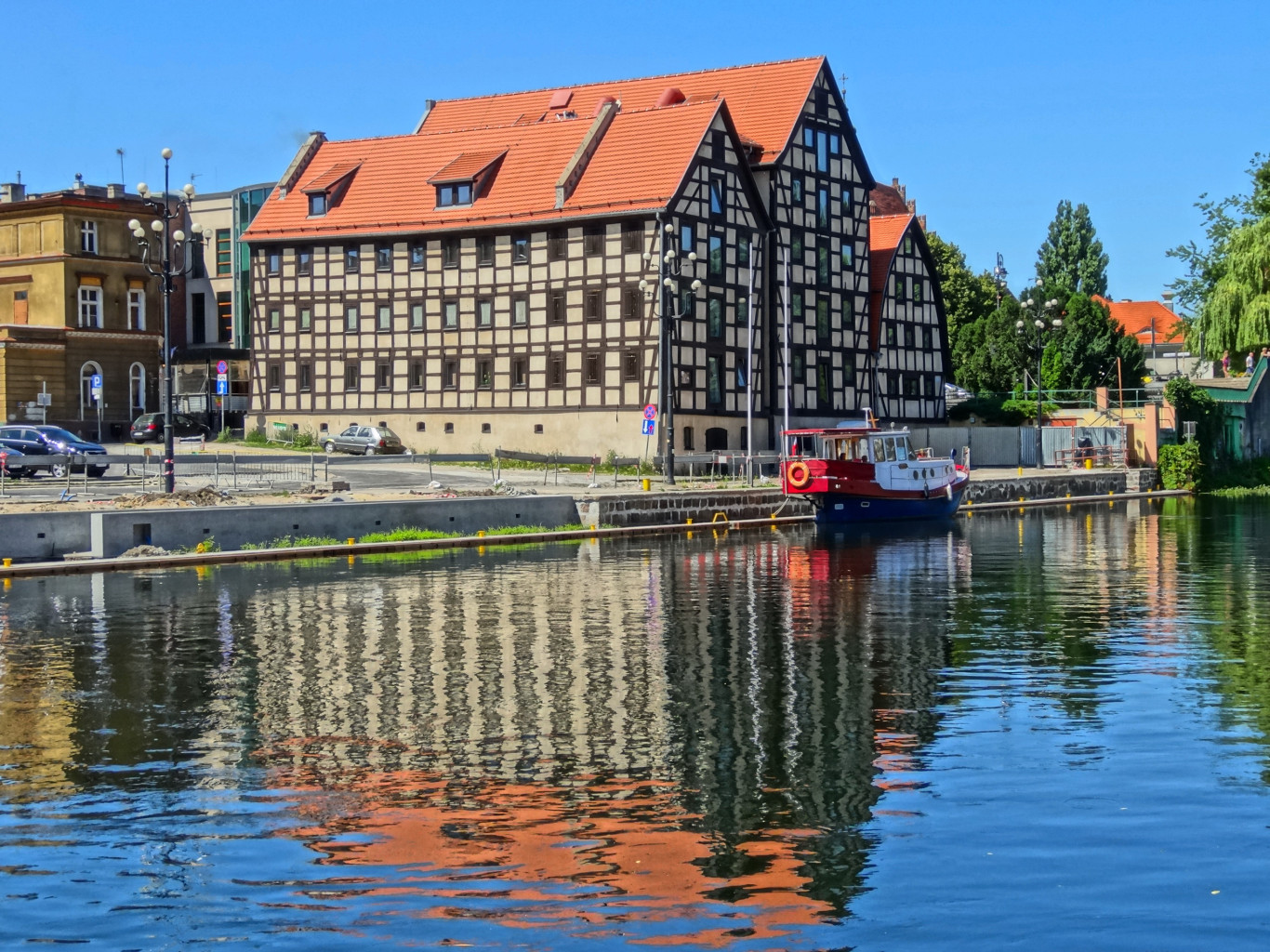
Spichrze przy ul. Grodzkiej, w których mieszczą się wystawy Muzeum Okręgowego

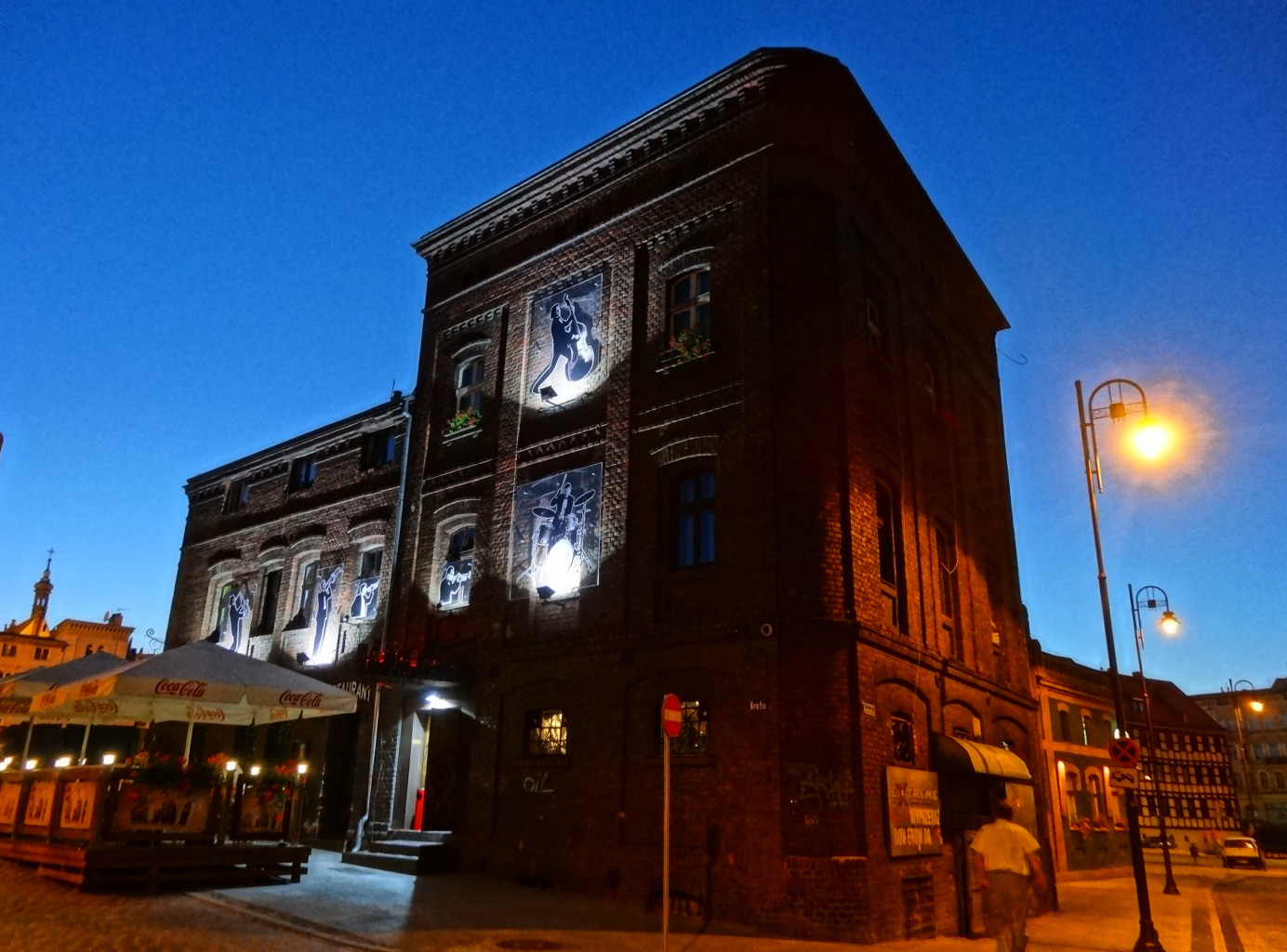
Klub muzyczny Eljazz przy ul. Krętej

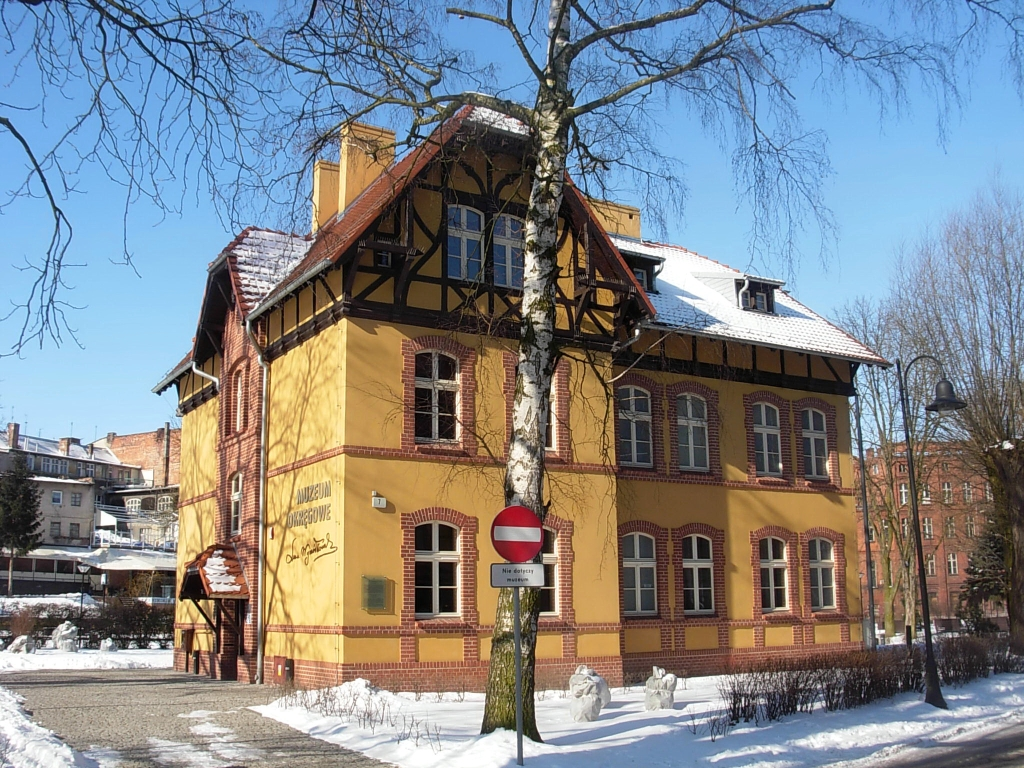
Dom Leona Wyczółkowskiego na Wyspie Młyńskiej

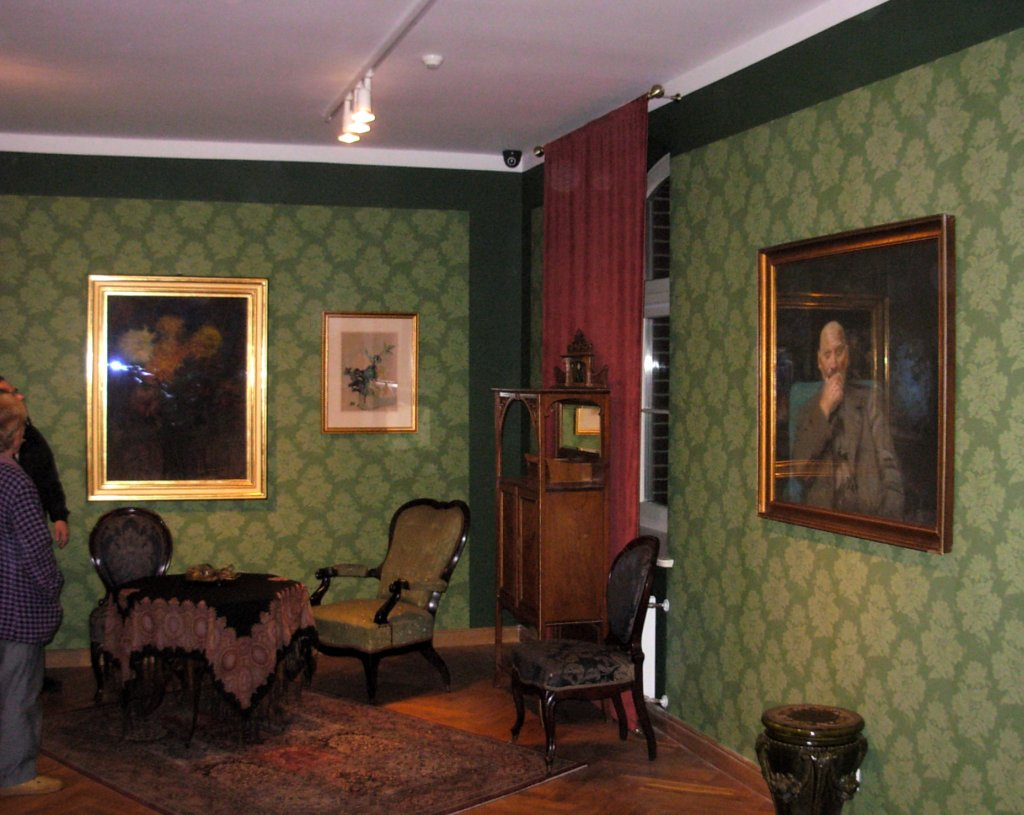
Wnętrza tzw. Domu Leona Wyczółkowskiego

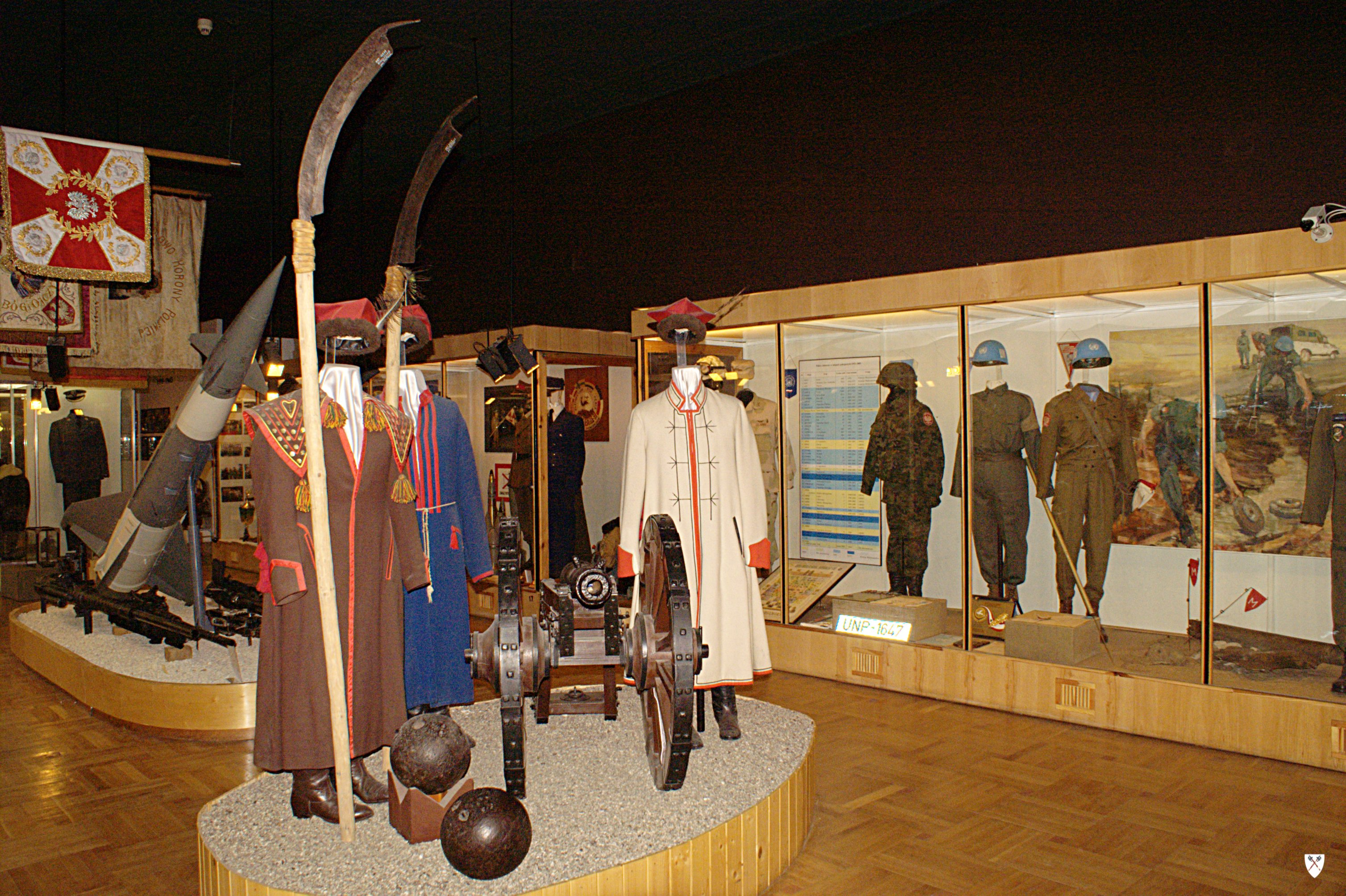
Muzeum Wojsk Lądowych

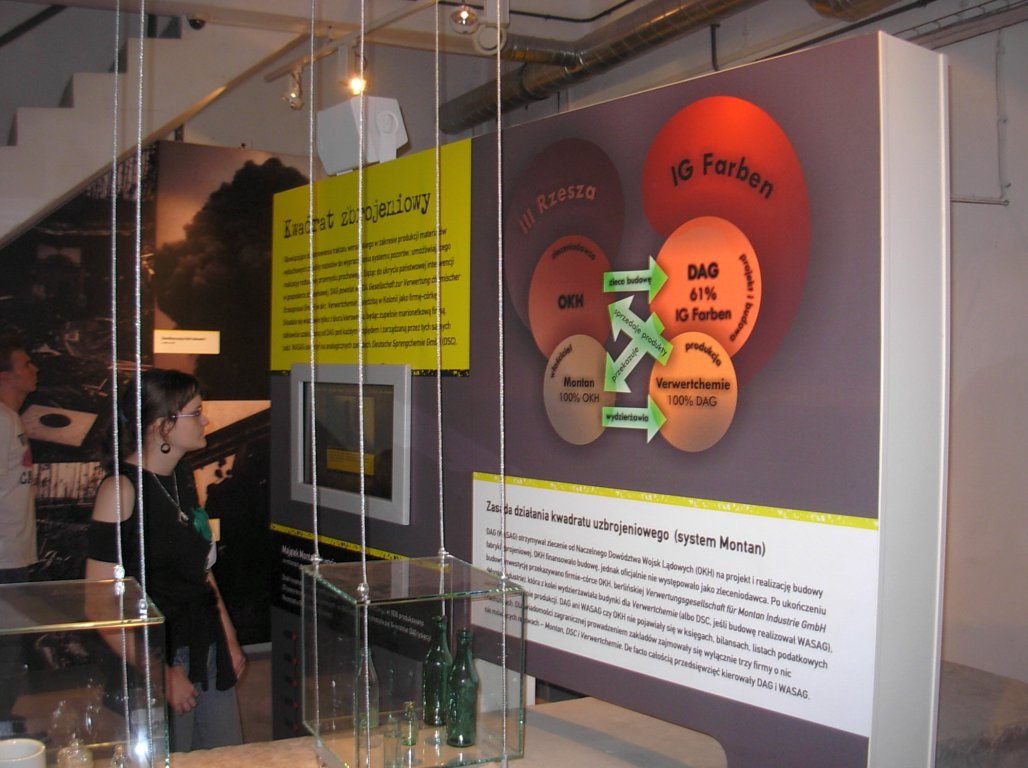
Exploseum w Bydgoszczy

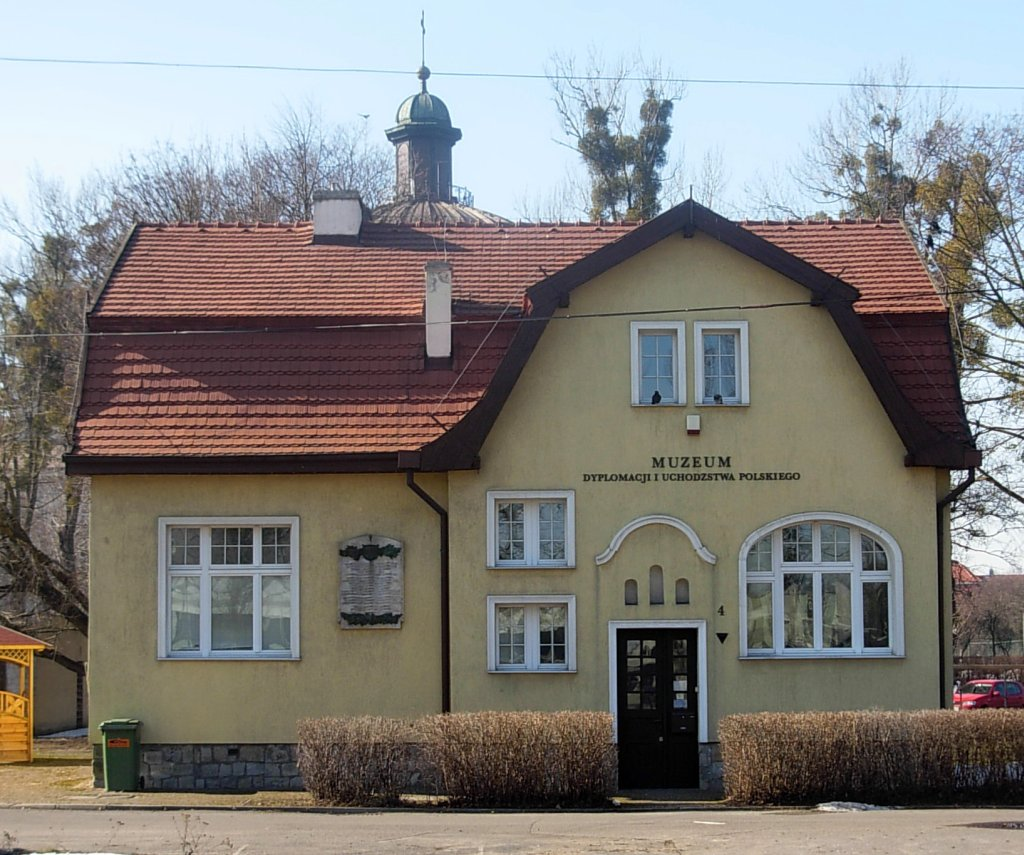
Muzeum Dyplomacji i Uchodźstwa Polskiego

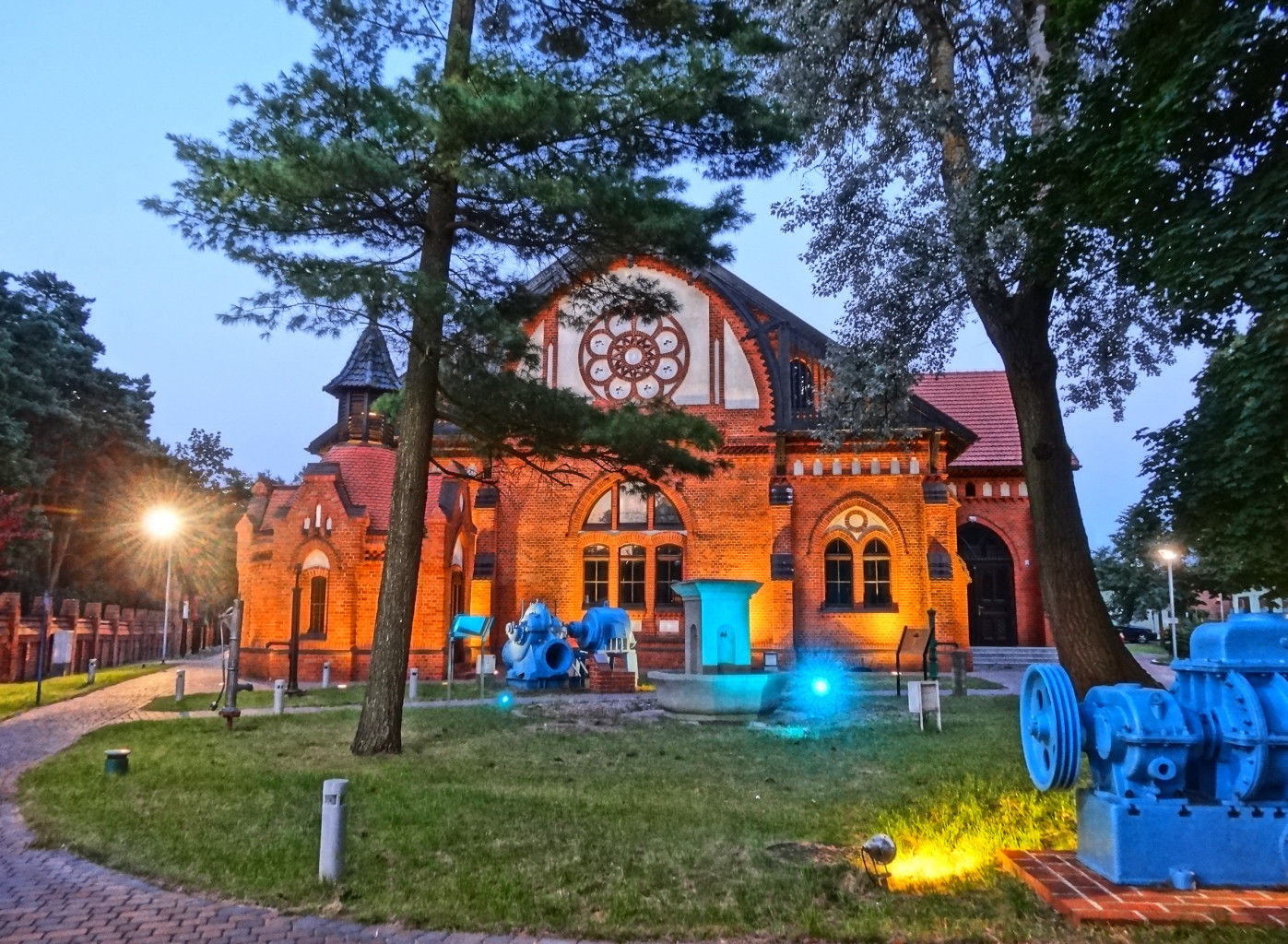
Muzeum Wodociągów

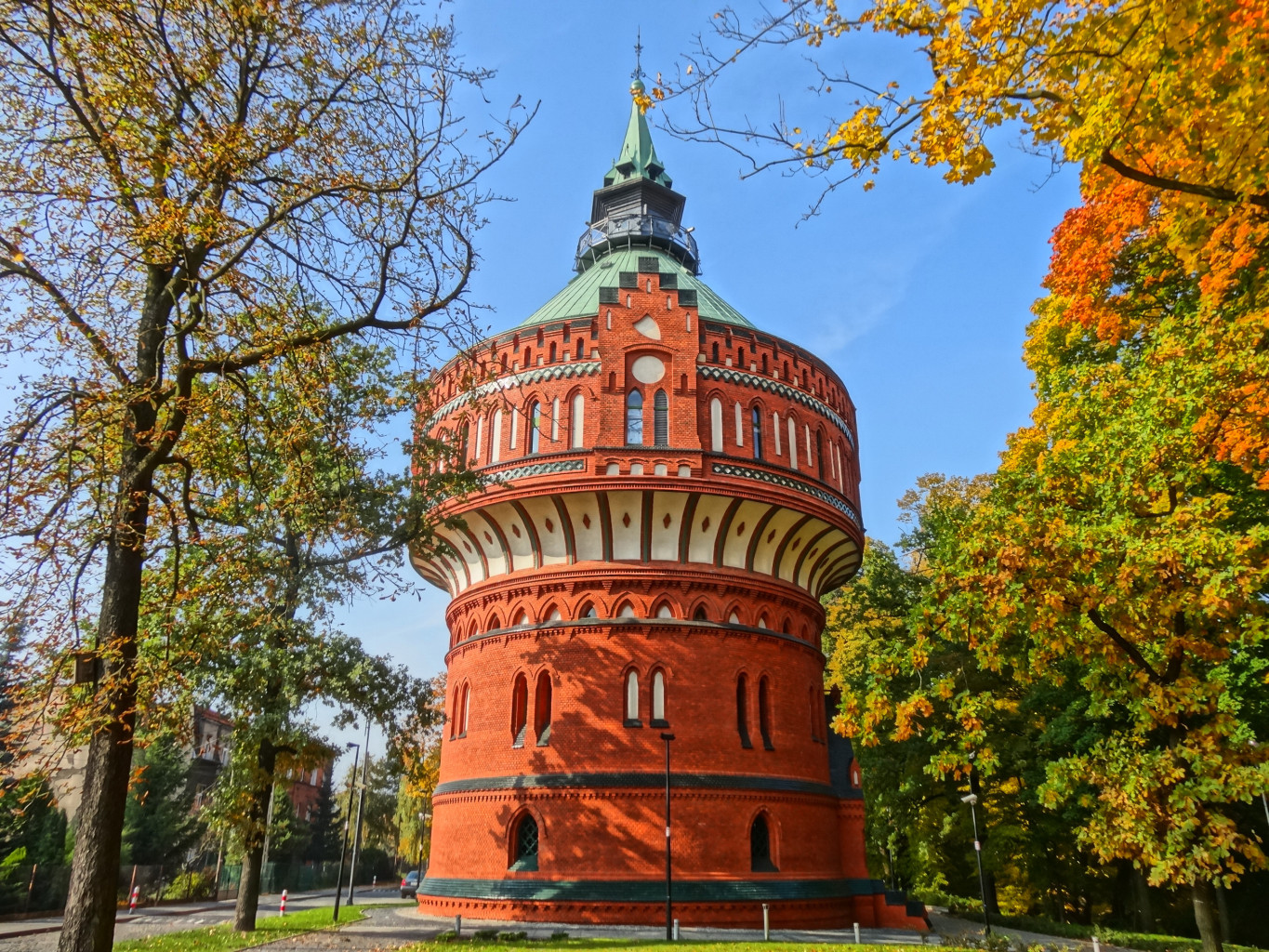
Wieża ciśnień (1900) z muzeum wodociągów i galerią widokową

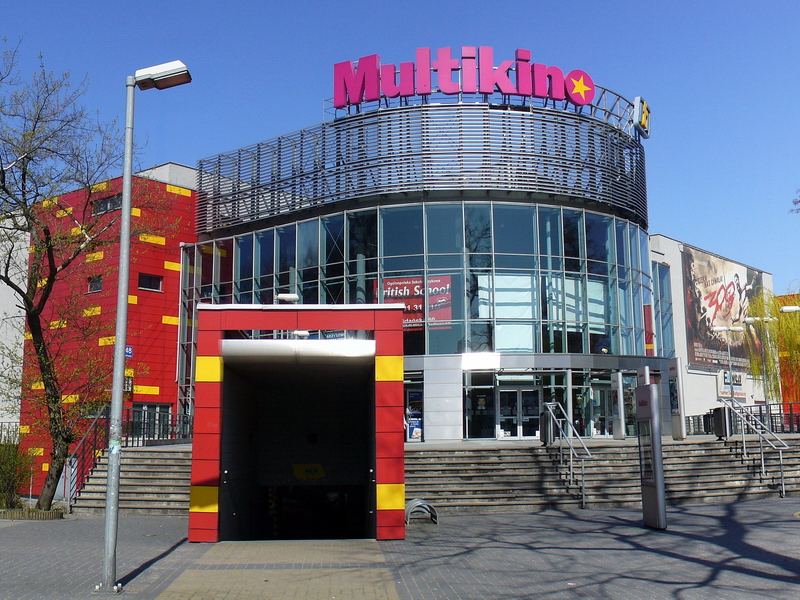
Multikino

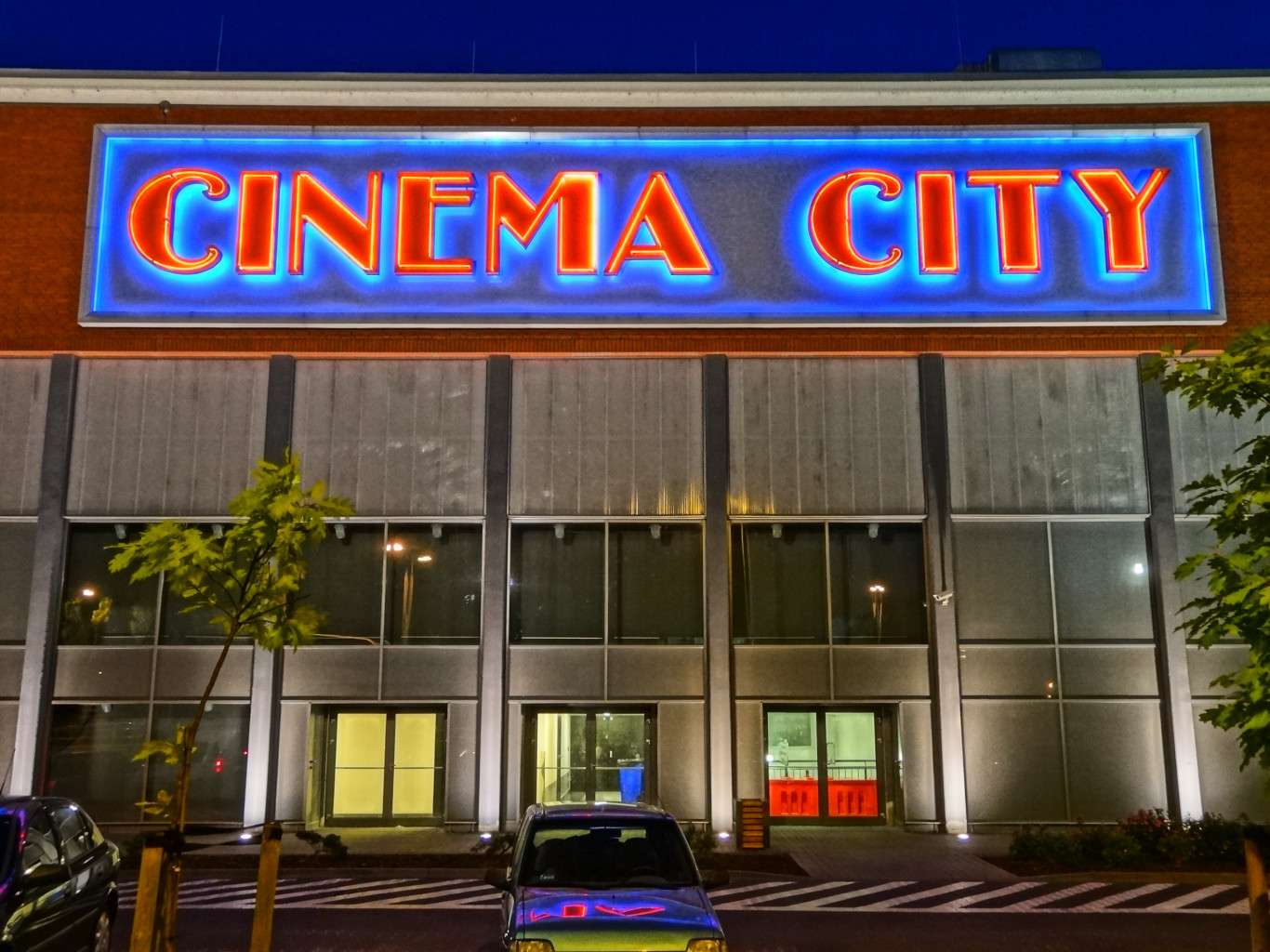
Cinema City w centrum handlowym Focus Mall

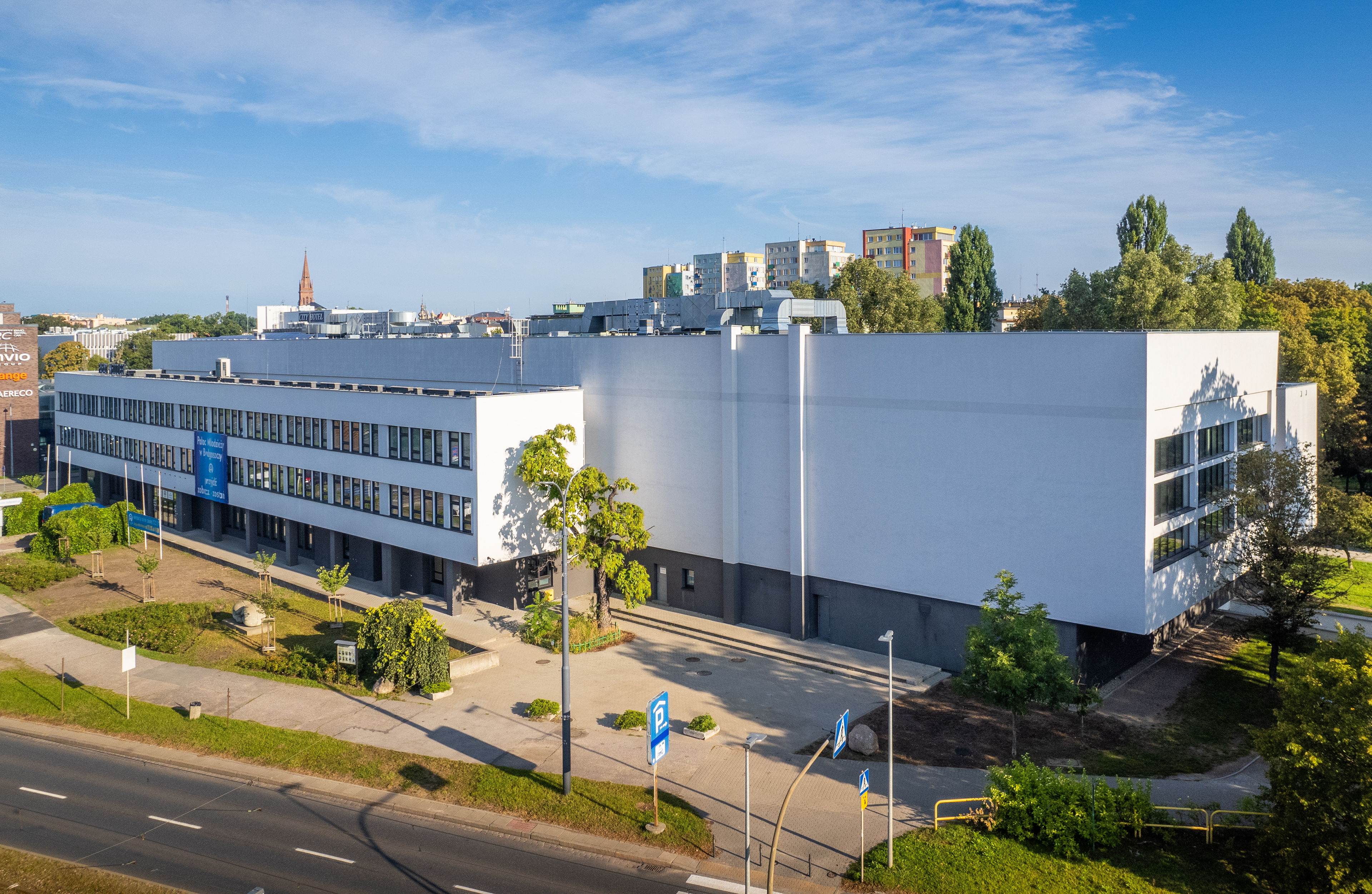
Pałac Młodzieży

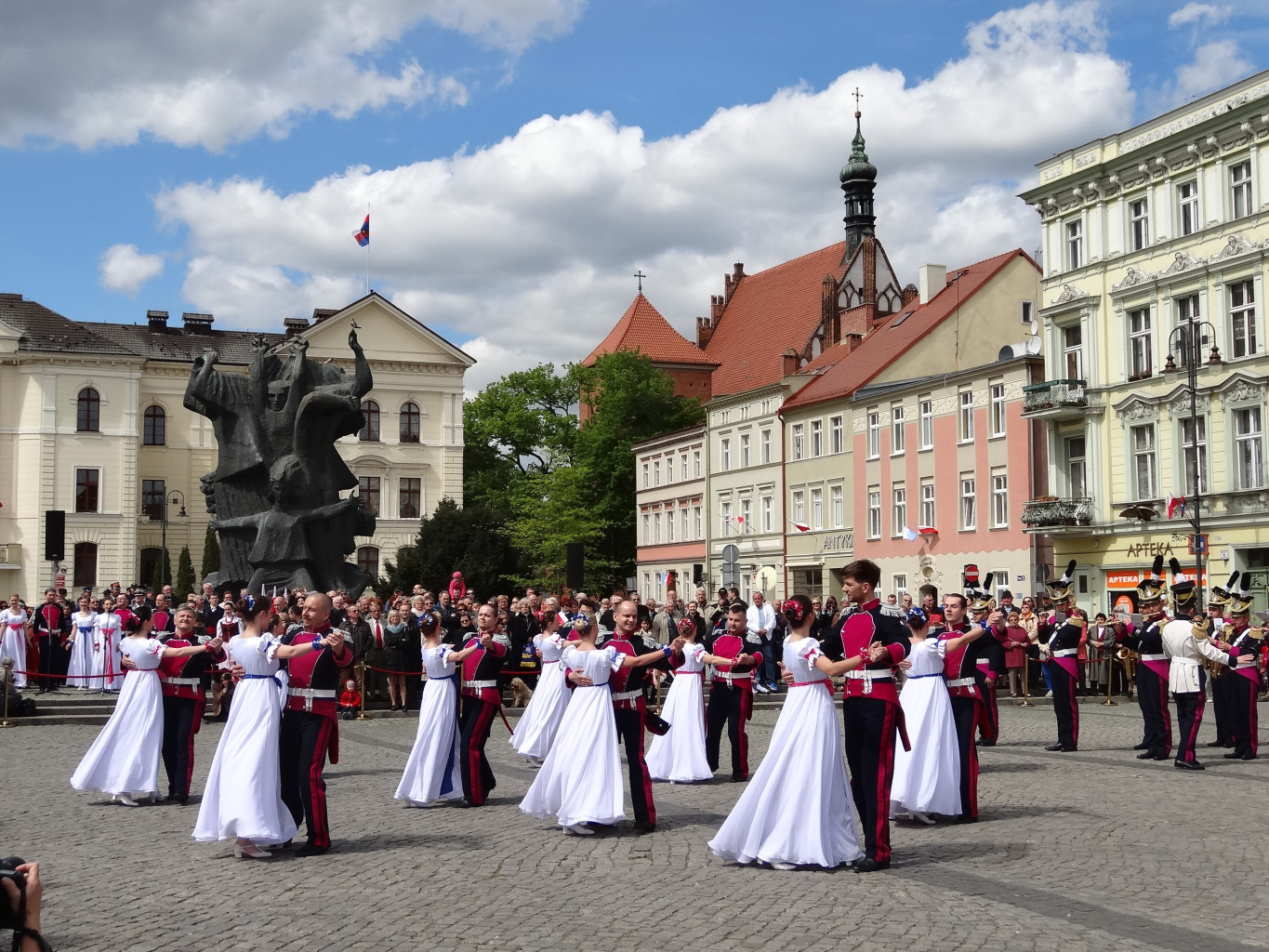
Występ Zespołu Pieśni i Tańca Ziemi Bydgoskiej na Starym Rynku

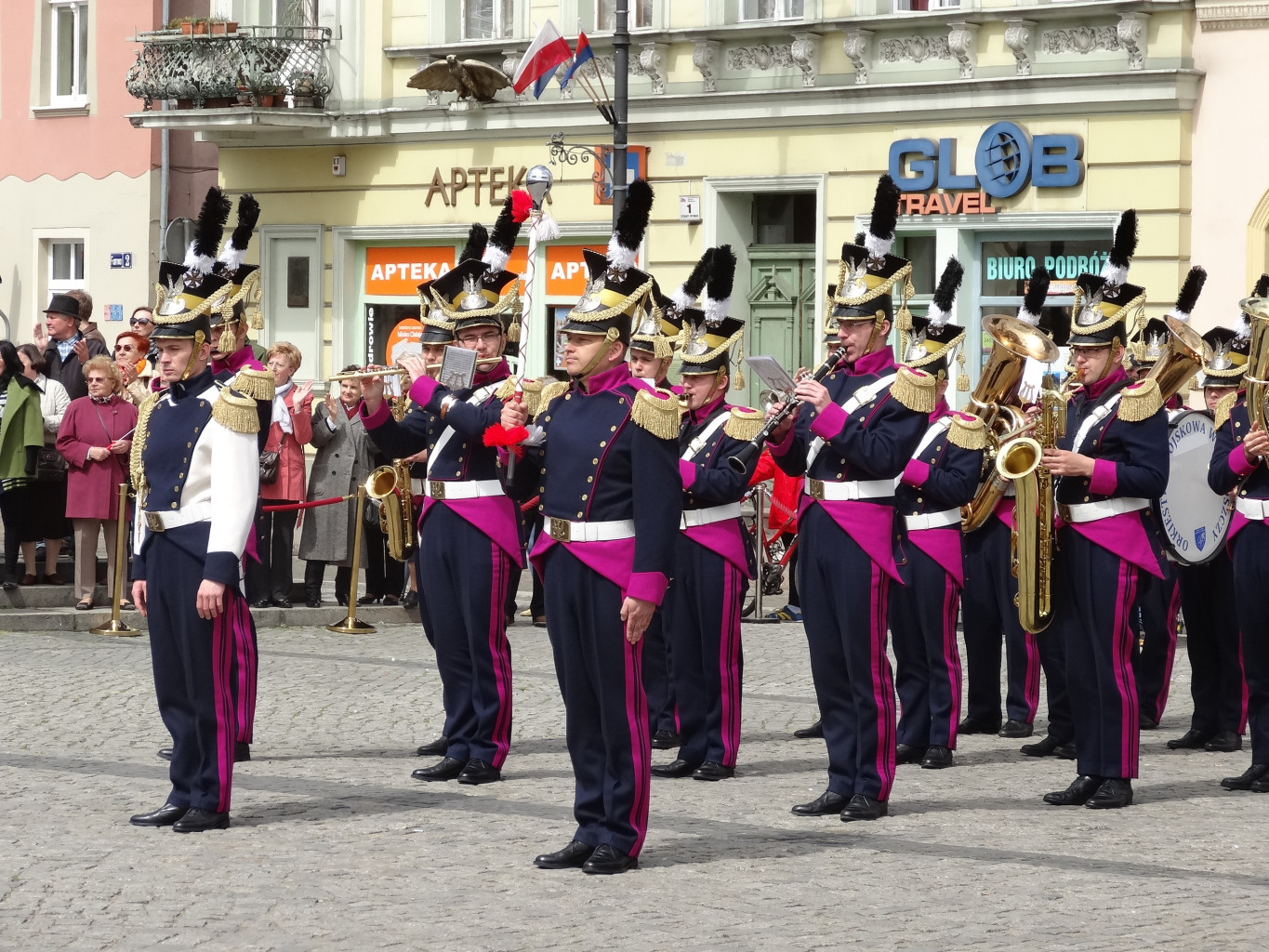
Orkiestra Wojskowa w strojach z okresu Księstwa Warszawskiego (Stary Rynek w Bydgoszczy – 2014)

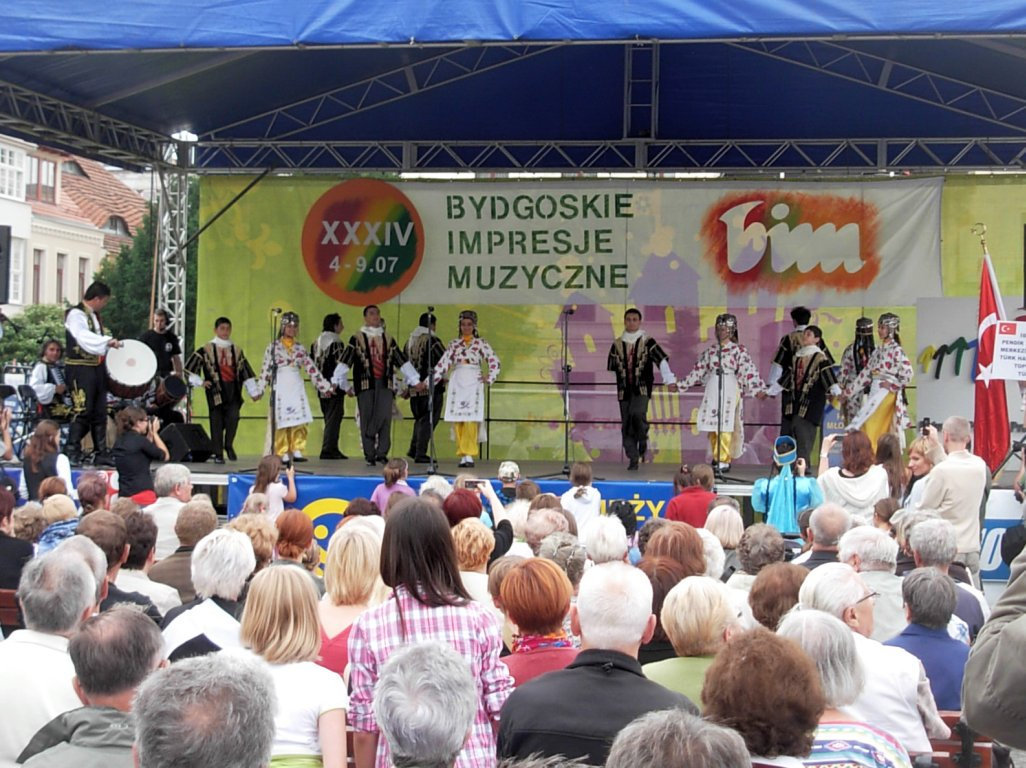
Bydgoskie Impresje Muzyczne

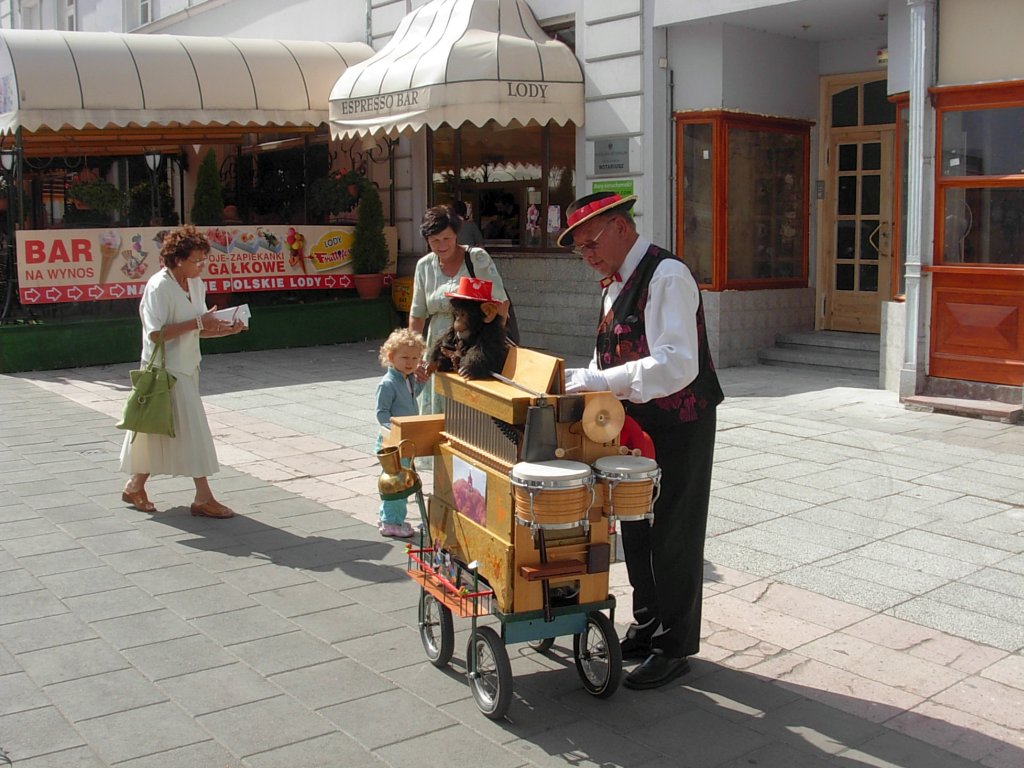
Busking na ulicy Mostowej

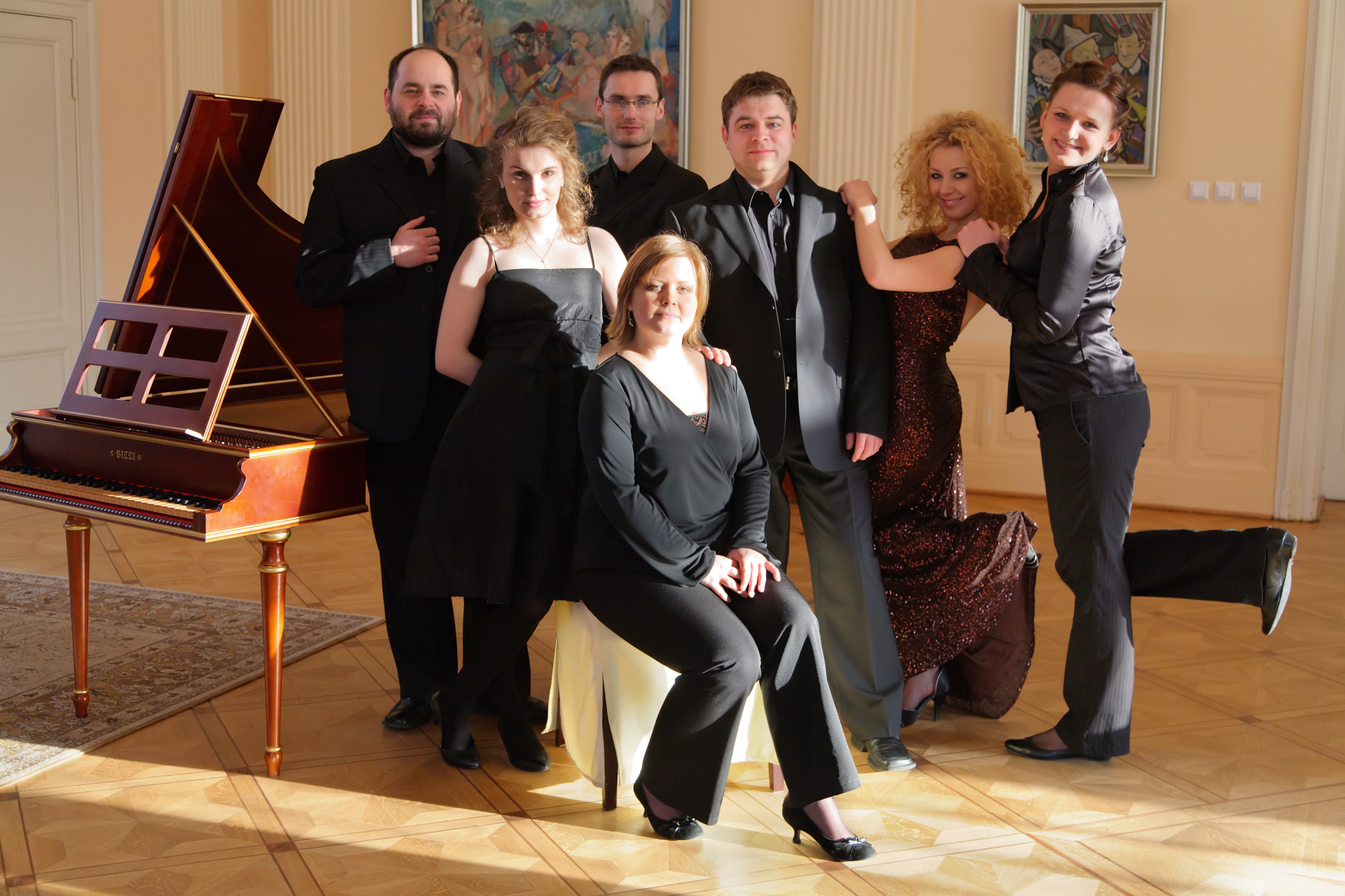
Bydgoski zespół Laboratoire de la Musique

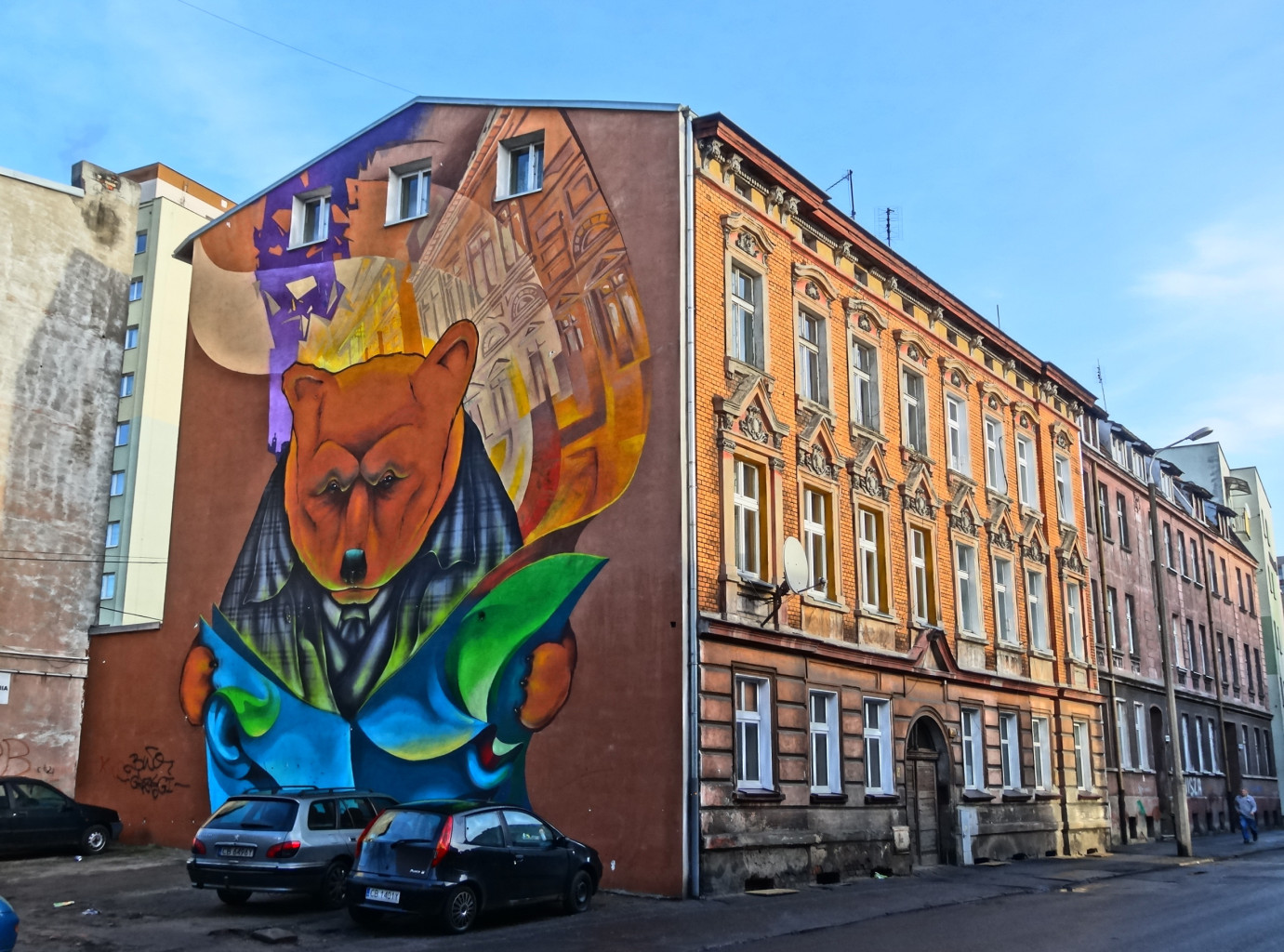
Mural na osiedlu Bocianowo

Instytucje te są finansowane z budżetu miasta (część oświatowa). Prowadzą stałą działalność edukacyjną, której celem jest kształtowanie i rozwijanie zainteresowań, uzdolnień artystycznych oraz przygotowywanie dzieci i młodzieży do aktywnego uczestnictwa w kulturze. Obok stałej działalności są one organizatorami imprez o zasięgu międzynarodowym i ogólnopolskim, takich jak Bydgoskie Impresje Muzyczne, Ogólnopolski Konkurs Chórów a Cappella Dzieci i Młodzieży.
Lista bydgoskich domów kultury:
- Pałac Młodzieży – Jagiellońska 27
- Centrum Kultury Katolickiej „Wiatrak” – ul. Bołtucia (Fordon)
- MDK nr 1 – Młodzieżowy Dom Kultury nr 1 – ul. Baczyńskiego 3 (Kapuściska)
- MDK nr 2 – Młodzieżowy Dom Kultury nr 2 – ul. Leszczyńskiego 42 (Szwederowo)
- MDK nr 3 – Młodzieżowy Dom Kultury nr 3 – ul. Stawowa 53 (Błonie)
- MDK nr 4 – Młodzieżowy Dom Kultury nr 4 – ul. Dworcowa 85 (Śródmieście)
- MDK nr 5 – Młodzieżowy Dom Kultury nr 5 – ul. Krysiewiczowej 8 (Fordon)
- Dom Kultury „Orion”, ul. 16 Pułku Ułanów Wielkopolskich 1 (Błonie)
- Dom Kultury „Modraczek” Spółdzielni Mieszkaniowej „Budowlani” – ul. Ogrody 15 (Wyżyny)
- Klub Inspektoratu Wsparcia Sił Zbrojnych – ul. Sułkowskiego 52a (Leśne)
- Klub Logistyk 1. Pomorskiej Brygady Logistycznej – ul. Szubińska 101 (Błonie)
- Heros – ul. Thommee 1 (Fordon)

### Muzyka
Najlepiej rozwiniętą dziedziną kultury w Bydgoszczy jest życie muzyczne. Obok gmachu Opery Nova, charakteryzującego się nowoczesną konstrukcją architektoniczną, Bydgoszcz może pochwalić się także słynącą ze świetniej akustyki Filharmonią Pomorską im. Ignacego Jana Paderewskiego. Bydgoszcz to także jeden z większych ośrodków tzw. muzyki yassowej w Polsce. Znajduje się tu słynny klub „Mózg”, z którym związani są tacy muzycy jak Kazik Staszewski, Tymon Tymański, Jerzy Mazzoll, czy Marcin Świetlicki.

#### Chóry
W Bydgoszczy zarejestrowanych jest około 30 chórów, z których najstarsze Towarzystwo Śpiewu „Halka” funkcjonuje nieprzerwanie od 1883 r. Większość z nich należy do bydgoskich oddziałów stowarzyszeń: Polskiego Związku Chórów i Orkiestr oraz Federacji Caecilianum.
Tradycje chóralistyki w Bydgoszczy sięgają okresu staropolskiego i takich instytucji jak: szkoła parafialna (XIV w.), Bractwo Bożego Ciała (1466), klasztor bernardynów (1480) i kolegium jezuickie (1618). W XIX wieku istniało w Bydgoszczy kilkanaście chórów niemieckich i polskich, zrzeszonych w Wielkopolskim Związku Śpiewaczym. W dwudziestoleciu międzywojennym powstało w miejsce niemieckich – kilkanaście nowych polskich zespołów chóralnych, z których do dzisiaj istnieją m.in. „Hasło”, „Harmonia”, „Dzwon”, „Vincentinum”. Bujny rozwój chóralistyki po 1945 r. ustabilizował się w latach 70., kiedy działało sześć chórów bydgoskich. Pod względem artystycznym najbardziej liczącym się zespołem był wówczas półzawodowy chór „Arion”, który w latach 1953-1990 ściśle współpracował z Filharmonią Pomorską. Po 2000 r. znacznie wzrosła liczba chórów, zwłaszcza akademickich i parafialnych. W 2002 r. powołano Oddział Bydgoski Federacji Caecilianum, skupiający chóry kościelne.
W 2011 r. istniało w Bydgoszczy kilka chórów zawodowych (Opera Nova, Akademia Muzyczna), 8 akademickich, po kilkanaście świeckich i kościelnych oraz kilka młodzieżowych i dziecięcych, prowadzonych głównie przez Pałac Młodzieży, wśród nich:
- Towarzystwo Śpiewu „Halka” w Bydgoszczy (zał. 1883)
- Stowarzyszenie Śpiewacze Męski Chór „Hasło” w Bydgoszczy (zał. 1920)
- Chór mieszany „Harmonia” w Bydgoszczy (zał. 1920)
- Chór mieszany „Dzwon” w Bydgoszczy (zał. 1923)
- Chór „Vincentinum” (zał. 1928)
- Chór Opery Nova (zał. 1956)
- Chór Akademicki Akademii Muzycznej w Bydgoszczy (zał. 1974)
- Chór Kameralny Akademii Muzycznej w Bydgoszczy (zał. 1986)
- Chór Akademicki Uniwersytetu Kazimierza Wielkiego (zał. 1992)
- Chór mieszany „Fordonia” w Bydgoszczy (zał. 1992)
- Zespół Pieśni Dawnej „Fresca Voce” w Bydgoszczy (zał. 1998)
- Bydgoski Chór Katedralny (zał. 1999)

#### Orkiestry
Próby organizacji zawodowej orkiestry miejskiej podejmowano na początku XX w. (niemieckie Towarzystwo Orkiestrowe, zał. 1898), a także w latach 1921-1922. W okresie międzywojennym istniały w Bydgoszczy zespoły symfoniczne przy szkołach muzycznych, niemiecko-polska orkiestra teatralna (Deutsche Bühne) oraz kilkadziesiąt orkiestr dętych amatorskich i zawodowych. Wyróżniały się zwłaszcza orkiestry wojskowe – pułkowe stacjonujących w Bydgoszczy jednostek, orkiestra kolejowa, a także orkiestry szkolne i zakładowe. Pierwsza Miejska Orkiestra Symfoniczna powstała w Bydgoszczy w styczniu 1936 r., zaś charakter półzawodowy uzyskała w 1938 r., po przejęciu kierownictwa przez Alfonsa Rezlera. W 1946 r. reaktywowano ją pod kierownictwem Arnolda Rezlera i przekształcono w Pomorską Orkiestrę Symfoniczną. Niezależnie od tego wizytówką artystyczną Bydgoszczy w latach 1946–1955 była Orkiestra Symfoniczna Polskiego Radia w Bydgoszczy kierowana również przez Arnolda Rezlera, która tworzyła na żywo oprawę muzyczną dla audycji Polskiego Radia nadawanych z Bydgoszczy, a także znana była w kraju i za granicą dzięki audycjom ogólnopolskim. Od 1950 r. funkcjonowała także Orkiestra Reprezentacyjna Pomorskiego Okręgu Wojskowego w Bydgoszczy. W 1953 r. zespoły bydgoskie przekształcono w Orkiestrę Symfoniczną Filharmonii Pomorskiej. Od 1962 istnieje Capella Bydgostiensis, specjalizująca się w muzyce dawnej oraz zawodowa Orkiestra Opery Nova. Powstawaniu kolejnych orkiestr: dętych, kameralnych i symfonicznych sprzyjało rozwijające się średnie i wyższe szkolnictwo muzyczne w Bydgoszczy, zwłaszcza powołanie Akademii Muzycznej (1974).
W 2011 r. działały w Bydgoszczy m.in. następujące orkiestry symfoniczne i inne zrzeszone w Polskim Związku Chórów i Orkiestr:
- Orkiestra Symfoniczna Filharmonii Pomorskiej (zał. 1936, 1945)
- Orkiestra Symfoniczna Zespołu Szkół Muzycznych w Bydgoszczy (zał. 1939)
- Orkiestra Kolejowa (zał. 1920) – w latach 1920-1939 orkiestra kolejarzy węzła bydgoskiego i warsztatów głównych I klasy, w latach 1940–1944 Kolejowa Orkiestra Dęta, a od 1945 r. – orkiestra ZNTK – Zakładów Naprawczych Taboru Kolejowego[10]
- Orkiestra Wojskowa w Bydgoszczy (zał. 1950)
- Kwartet Pomorski (zał. 1958)
- Capella Bydgostiensis (zał. 1962)
- Orkiestra Opery Nova (zał. 1963)
- Orkiestra Zespołu Szkół Elektronicznych (zał. 1968)
- Jazz Big Band ’75 przy Pałacu Młodzieży w Bydgoszczy (zał. 1975)
- Akademicka Orkiestra Symfoniczna (zał. 1976)
- Orkiestra Kameralna Accademia dell’arco (zał. 1989)
- Młodzieżowa Orkiestra Salonowa Junior PIK (zał. 1994)
- Orkiestra Salonowa im. Johanna Straussa (zał. 1995)
- Orkiestra Muzyków Bydgoskich „Emband” (zał. 1995)
- Varius Quartet (zał. 2009)
- Laboratoire de la Musique (zał. 2009)
- Orkiestra Zespołu Szkół Mechanicznych nr 1 w Bydgoszczy
- Orkiestra Zespołu Szkół Budowlanych w Bydgoszczy
- Sinfonietta Bydgoska – dyrygent Maciej Niesiołowski

#### Kluby muzyczne
Bydgoski clubbing, obecny już w dwudziestoleciu międzywojennym i okresie powojennym, gwałtownie rozwinął się po 1990 r. Bydgoskie kluby muzyczne stały się wyrazicielami lokalnego undergroundu oraz muzyki alternatywnej, wpisując się w ten sposób w kulturę muzyczną miasta. Do placówek, które odegrały dużą rolę po II wojnie światowej należały: Klub POW (zał. 1945), Klub-Kabaret „Zodiak” (zał. 1958), „Savoy”, studencki „Beanus” (zał. 1970), „Medyk” (zał. 1973), jazzowa „Marysieńka” (zał. 1978) i inne. Pierwszym klubem nowej generacji były założone w 1991 r. „Trytony” – protoplasta „Mózgu” i „Eljazzu”. Do czołowych centrów młodzieżowej kultury, nie tylko muzycznej, należały w latach 90. i po 2000 r. takie kluby muzyczne jak: „Mózg”, „Eljazz”, „Kuźnia”, „Węgliszek”, „Bogart”, „Clan”, „Savoy”, „Sogo”, „PCK Sanatorium” i inne. „Mózg” stał się głównym ośrodkiem muzyki yassowej, łączącej elementy współczesnej muzyki improwizowanej, jazzu, punk rocka i folku

### Teatry
W Bydgoszczy funkcjonuje jeden teatr dramatyczny – Teatr Polski im. Hieronima Konieczki, a także teatr muzyczny – Opera Nova. W latach wcześniejszych funkcjonowało więcej scen teatralnych – dotyczy to zarówno okresu pruskiego, jak i dwudziestolecia międzywojennego. Pierwsze w czasach zaboru przedstawienie teatralne w języku polskim odbyło się 23 stycznia 1870 w sali stowarzyszenia Erholung przy ulicy Gdańskiej. W okresie powojennym od 1946 r. istniał w Bydgoszczy Teatr Lalki Ireny Pikiel-Samorewiczowej, przeniesiony rok później do Torunia. Z kolei w latach 1961-1988 działała druga profesjonalna scena teatralna: Teatr Kameralny w budynku przy ul. Grodzkiej. W polityce kulturalnej miasta przewiduje się ponowne otwarcie drugiej sceny teatralnej.
Niezależnie od scen profesjonalnych finansowanych przez samorząd miasta, istnieje w Bydgoszczy kilkanaście teatrów prywatnych, niezależnych, awangardowych, amatorskich:
- Bydgoski Teatr Lalek Buratino – założony w 2010 roku przez absolwentów Warszawskiej Akademii Teatralnej oraz Akademii Muzycznej w Bydgoszczy,
- Teatr Pantomimy Dar, ul. Czerwonego Krzyża 46 – niezależny teatr tańca i ruchu założony w 1999 roku,
- Teatr Impresaryjny Antrakt, ul. Czerkaska 15/33 – założony w 1995 teatr prywatny,
- Teatr niebopiekło, ul. Konopna 34/11 – założony w 2003, następca bydgoskiego Trzeciego Teatru w Drodze (1983-2000), organizatora Off Prezentacji Teatralnych w Bydgoszczy (1991-2000),
- Teatr Studio Czyczkowy, ul. Poznańska 9/30 – teatr prywatny awangardowy
- Teatr Małych Form, ul. Ciesielska 3/18 – teatr założony w 1995 przez Mieczysława Giedrojcia
- Magazyn Prób Bezpsa, ul. Podolska 15 – teatr zajmujący się głównie aspektami filozoficznymi; współorganizator Przeglądu Bydgoskich Teatrów Alternatywnych Alternator
- Teatr Mały w Drodze, ul. Ogrody 13/146
- Teatr Studencki Teatryści, ul. Gdańska 33 – teatr stworzony przez studentów Akademii Muzycznej w Bydgoszczy, wspierany przez Akademicką Przestrzeń Kulturalną WSG
- Teatr Plastyczny Witryna, ul. Jagiellońska 27 – prowadzony przez Pałac Młodzieży; wielu absolwentów „Witryny” kontynuowało później profesjonalną karierę aktorską
- ARLETeatr – założony przez uczniów III Liceum Ogólnokształcącego w Bydgoszczy
- Stowarzyszenie Teatralne Juvenkracja
- Teatr Alelale- teatr lalkowy, ul. Feliksa Nowowiejskiego 2/76
- Chór Społeczny Czarnego Karła - czynny od 2009 roku,
- Teatr Pod Pretekstem – prowadzony przez Młodzieżowy Dom Kultury nr 2
- Teatr Tańca BelzDancE, ul. Królowej Jadwigi 7 – powstał w 2007 r., działa pod patronatem Fundacji Kultury Yakiza
- Teatr Kanon, ul. Czorsztyńska 24 – założony w 2004 r.
- Grupa twórcza Teatr.psyche – prowadzona w ramach Akademickiej Przestrzeni Teatralnej Wyższej Szkoły Gospodarki w Bydgoszczy
- Teatr Na Barce, ul. Swarzewska 39/19 – funkcjonuje od 1996 r.
- Teatr Tańca Gest, Plac Kościeleckich 6 – założony w 1985 r., prowadzony przez Kujawsko-Pomorskie Centrum Kultury w Bydgoszczy i Ośrodek Kultury i Sztuki; w jego skład wchodzą dwie grupy młodzieżowe oraz Dziecięcy Teatr Tańca „Geścik”
- Teatr Lalkowy Graba, ul. Ikara 12
- Teatr – Scena Muzyczna, powołany w 2012 roku przez Stowarzyszenie Teatr – Scena Muzyczna

Oprócz tego działa wiele amatorskich teatrów szkolnych, gimnazjalnych oraz dziecięcych, np. Studio Teatralne Siódemka – teatr Gimnazjum nr 51 w Bydgoszczy
Sale teatralne w Bydgoszczy znajdują się w budynkach Teatru Polskiego, Opery Nova oraz w:
- Kinoteatrze Adria – ul. Toruńska 30;
- Kinoteatrze Klubu IwSZ – ul. Dwernickiego 1
- Yakizoff – ul. Podolska 15
- Siedzibie Miejskiego Ośrodka Kultury – ul. Marcinkowskiego

W 2019 roku planowane jest otwarcie Centrum Teatrów Alternatywnych i Edukacji Kulturowej w Bydgoszczy – w budynku byłego gimnazjum nr 24 na  Bocianowie przy ul. Kościuszki 37. Mają tu do dyspozycji przestrzeń dla swych przedsięwzięć artystycznych, edukacyjnych i społecznych bydgoskie teatry alternatywne oraz formalne i nieformalne grupy artystyczne.

### Biblioteki
Największą biblioteką w Bydgoszczy jest Wojewódzka i Miejska Biblioteka Publiczna im. dr Witolda Bełzy. Posiada ona na terenie miasta 34 filie, równomiernie rozmieszczone na wszystkich niemal osiedlach. Na Starym Rynku znajduje się wypożyczalnia główna oraz czytelnie (główna, czasopism, ośrodek informacji gospodarczej i prawnej, bibliograficzna, zbiorów specjalnych, pracownia regionalna), infoteka. Do innych większych bibliotek w Bydgoszczy należą:
- Biblioteka Uniwersytetu Kazimierza Wielkiego, posiada 6 filii: polonistyczną, filologiczną, nauk historycznych, politycznych i prawnych, psychologiczną, geograficzną, nauk ścisłych i przyrodniczych
- Biblioteka Główna Uniwersytetu Technologiczno-Przyrodniczego w Bydgoszczy, posiada 4 filie wydziałowe: zarządzania, rolniczą, hodowli i biologii zwierząt, technologii i inżynierii chemicznej
- Pedagogiczna Biblioteka Wojewódzka w Bydgoszczy
- Biblioteka Medyczna Collegium Medicum UMK w Bydgoszczy
- Biblioteka Główna Wyższej Szkoły Gospodarki w Bydgoszczy
- Biblioteka Główna i Ośrodek Informacji Naukowej Kujawsko-Pomorskiej Szkoły Wyższej w Bydgoszczy

### Kina
- Multikino Bydgoszcz (10 sal, 2175 miejsc) – ul. Focha 48
- Cinema City (13 sal, 2261 miejsc) – Focus Mall ul. Jagiellońska 39-47
- Kino Helios (7 sal, 1133 miejsc) – Galeria Pomorska ul. Fordońska 141
- Kinoteatr „Adria” (1 sala, 400 miejsc) – ul. Toruńska 30
- Kinoteatr „Pałac” – ul. Jagiellońska 27
- Kino Orzeł – ul. Marcinkowskiego 12
- Kinoteatr Klubu IwSZ – ul. Dwernickiego 1
- Kino Fordon – Dom Jubileuszowy CKK Wiatrak, otwarcie 2012 r.
- Kino Jeremi - ul. Generała Augusta Fieldorfa „Nila” 13
- Kino Perła (plenerowe) – seanse odbywają się w sezonie wakacyjnym od środy do niedzieli na leżakach przed Domem Mody Drukarnia
- Kino LPM (plenerowe) przed klubem Mózg – seanse odbywają się w czwartki w sezonie wakacyjnym[17]
- Blokada Filmowa - okazjonalne seanse plenerowe na najpiękniejszych ulicach Bydgoszczy, połączone z blokadą ruchu drogowego[18]

### Muzea
W 2011 r. w Bydgoszczy funkcjonowało około 15 muzeów. Największym z nich jest Muzeum Okręgowe im. Leona Wyczółkowskiego.

### Inne placówki
- Akademicka Przestrzeń Kulturalna WSG – ul. Garbary 2
- Archiwum Państwowe w Bydgoszczy – ul. Dworcowa 65

### Media
Do głównych mediów lokalnych z zasięgiem wojewódzkim należą:
- Gazeta Pomorska – ul. Zamoyskiego 2
- Express Bydgoski – ul. Zamoyskiego 2
- Polskie Radio Pomorza i Kujaw – ul. Gdańska 48-50
- TVP3 Bydgoszcz – ul. Kujawska 7

Oprócz tego wydawanych jest w Bydgoszczy kilkadziesiąt lokalnych czasopism kulturalnych („Bydgoski Informator Kulturalny”, „Akant”, „Kwartalnik Artystyczny Kujawy i Pomorze”, „Promocje Kujawsko-Pomorskie”, „Pod Wiatr” i inne) zakładowych, branżowych, parafialnych, biznesowych i lokalnych gazetek reklamowych.

### Stowarzyszenia kultury oraz środowiska twórcze
W 2010 r. w Bydgoszczy działało około 90 organizacji, stowarzyszeń, fundacji zajmujących się szeroko rozumianą działalnością kulturalną. Ich aktywność obejmowała związki twórców różnych branż (plastycy, pisarze), problemy wychowania młodzieży poprzez sztukę, współpraca z zagranicą i promowanie tam polskich osiągnięć, popularyzacja różnych dziedzin sztuki. Bydgoskie stowarzyszenia promują muzykę, plastykę, teatr, literaturę, folklor i sztukę ludową za pomocą takich przedsięwzięć jak: festyny, koncerty, imprezy plenerowe, sesje i sympozja naukowe. Wiele z nich zajmuje się również publikacją wydawnictw.
Do niektórych ze stowarzyszeń kulturalnych należą m.in.:
- Towarzystwo Muzyczne im. I.J. Paderewskiego – organizator Międzynarodowego Konkursu Pianistycznego im. I.J. Paderewskiego.
- Fundacja Viva Musica – organizator Międzynarodowego Konkursu Młodych Pianistów Artur Rubinstein in memoriam.
- Fundacja ART- HOUSE – organizator festiwalu Camera Obscura.
- Polski Związek Chórów i Orkiestr Oddział w Bydgoszczy.
- Stowarzyszenie Przyjaciół Pałacu Młodzieży „Pałac” – współorganizator Bydgoskich Impresji Muzycznych, Bydgoszcz Big Band Festiwal i innych.
- Stowarzyszenie Jazzowe Eljazz – organizator Bydgoszcz Jazz Festival.
- Towarzystwo Inicjatyw Kulturalnych – organizator Festiwalu Młodych Organistów i Wokalistów.
- Towarzystwo Przyjaźni Polsko- Francuskiej – organizator Ogólnopolskiego Konkursu Poezji i Prozy Frankofońskiej.
- Stowarzyszenie Pro Musica Organa – organizator Bydgoskich Wieczorów Organowych.
- Stowarzyszenie Artystyczne Mózg – organizator Mózg Festiwal.
- Bydgoski Okręg Związku Polskich Artystów Plastyków – organizator wystawy Dzieło Roku.
- Stowarzyszenie Stumilowy Las – organizator przedsięwzięć Academic Art., Urban Vision Quest.
- Fundacja Kultury Yakiza – organizator Ogólnopolskiego Kongresu Teatralnego „Aktion”.
- Fundacja Wiatrak – organizator Integracyjnego Festynu Fordońskiego.
- Fundacja Eda Art. – organizator Ogólnopolskiego Festiwalu Piosenki Dziecięcej i Młodzieżowej Canto Cantare.
- Fundacja Muzyka u Źródeł – organizator Festiwalu Muzyki Kameralnej „Muzyka u Źródeł”.
- Stowarzyszenie Galeria Autorska – organizator prezentacji „Tu i teraz”.
- Stowarzyszenie Pracownia - organizator przestrzeni kreatywnej makerspace „Pracownia” przy ul. Jezuickiej 22 (w latach 2019-2022), a następnie w dawnej szkole przy ul.Gawędy 5.

#### Towarzystwo Miłośników Miasta Bydgoszczy
Specjalne miejsce na mapie kulturalnej Bydgoszczy posiada Towarzystwo Miłośników Miasta Bydgoszczy (1923), wywodzące się z Towarzystwa Upiększania Miasta Bydgoszczy (1832) Stowarzyszenie to wydaje mnóstwo wydawnictw poświęconych miastu, w tym periodyki „Kalendarz Bydgoski” i „Kronika Bydgoska”, zajmuje się animacją różnorodnych konkursów i imprez kulturalnych oraz troszczy się o ochronę miejsc pamięci i zabytków.

## Festiwale i przeglądy kulturalne
W Bydgoszczy odbywa się co roku blisko 100 cyklicznych festiwali kulturalnych i przeglądów o zasięgu ogólnopolskim, bądź międzynarodowym, a oprócz tego wiele o zasięgu wojewódzkim i miejskim. Większość z nich dotyczy szeroko pojętej kultury muzycznej, a pozostałe obracają się w kręgu teatru, tańca, filmu, plastyki, sztuki nowoczesnej. Pierwszy festiwal w okresie powojennym pod nazwą „Tydzień Muzyki Polskiej” zorganizowano w sierpniu 1946 r. z okazji obchodów 600-lecia lokacji miasta Bydgoszczy. Do najstarszych bydgoskich festiwali kulturalnych, czynnych do dziś należą: Międzynarodowy Konkurs Pianistyczny im. Ignacego Jana Paderewskiego w Bydgoszczy (1961), Bydgoski Festiwal Muzyczny (1962) i kongres Musica Antiqua Europae Orientalis w Bydgoszczy (1966).
Do najważniejszych bydgoskich festiwali kulturalnych zaliczają się:
- Międzynarodowy Festiwal Sztuki Autorów Zdjęć Filmowych Camerimage – największy i najbardziej znany na świecie festiwal poświęcony sztuce autorów zdjęć filmowych;
- Międzynarodowy Konkurs Pianistyczny im. Ignacego Jana Paderewskiego – organizowany przez Towarzystwo Muzyczne im. I.J. Paderewskiego przy współudziale Filharmonii Pomorskiej oraz Akademii Muzycznej; jego celem jest upowszechnianie twórczości Ignacego Jana Paderewskiego; jest to jeden z pięciu polskich konkursów muzycznych będących członkiem Światowej Federacji Międzynarodowych Konkursów Muzycznych w Genewie.
- Musica Antiqua Europae Orientalis – festiwal muzyki dawnej połączony z kongresem muzykologicznym; gości naukowców i muzyków z całego świata; jego celem jest odnajdywanie poprzez muzykę wspólnych korzeni kulturowych Starego Kontynentu;
- Bydgoski Festiwal Operowy – jedyny w Polsce przegląd najciekawszych przedstawień muzycznych i baletowych; gości zespoły operowe i baletowe z Polski i zagranicy oraz mistrzów sztuki operowej będących ozdobą najwspanialszych scen operowych świata;
- Bydgoski Festiwal Muzyczny – jeden z najstarszych, cyklicznych imprez muzycznych w Polsce; jedyny w swoim rodzaju przegląd epok muzycznych, jak i kultur Europy i świata;
- Festiwal Prapremier – prezentacja spektakli prapremierowych teatrów polskich i europejskich połączona z imprezami towarzyszącymi;
- Bydgoskie Impresje Muzyczne – prezentacja i konfrontacja dorobku artystycznego wyróżniających się w świecie młodzieżowych zespołów wokalnych, instrumentalnych i tanecznych;
- Camera Obscura – przegląd twórczości telewizyjnej z gatunku reportażu i dokumentu, któremu towarzyszy prezentacja młodych adeptów sztuki reportażu, uczestników międzynarodowej Letniej Szkoły Reportażu i Dokumentu
- Artpop Festival Złote Przeboje Bydgoszcz – prestiżowa impreza, podczas której występują największe międzynarodowe gwiazdy muzyki jazzowej i muzyki pop.
- Międzynarodowy Konkurs Młodych Pianistów Arthur Rubinstein in memoriam – konkurs ukierunkowany na promocję młodych talentów pianistycznych oraz propagowanie muzyki wielkich polskich kompozytorów;
- Harmonica Bridge – występy artystyczne i warsztaty prowadzone przez doświadczonych, uznanych w świecie mistrzów gry na harmonijce ustnej
- Bydgoszcz Buskers Festiwal – Międzynarodowe Spotkania Artystów Ulicznych – festiwal buskingu (sztuki ulicznej) prezentowanego na ulicach i placach Bydgoszczy;
- Międzynarodowy Festiwal Książki – Bydgoski Trójkąt Literacki – najważniejsza bydgoska impreza z zakresu czytelnictwa, poezji, literatury, bookcrossingu;
- Bydgoskie Lato Artystyczne – cykl letnich imprez kulturalnych, odbywających się na Starym Rynku, parku Ludowym, czy też w Zespole Pałacowo-Parkowym w Ostromecku, w którym dominują plenerowe koncerty muzyczne, happeningi, przedstawienia teatralne, pokazy, występy orkiestr i zespołów tanecznych;
- Pejzaż bez Ciebie – Festiwal Twórczości Niezapomnianych Artystów Polskich – festiwal przypominający twórczość nieżyjących, najwybitniejszych polskich artystów.
- Rzeka Muzyki - cykl wakacyjnych imprez organizowanych w każdą niedzielę Lipca i Sierpnia w amfiteatrze przy Operze Nova, gdzie scena umiejscowiona jest na rzece.